# Unternehmen Seelöwe

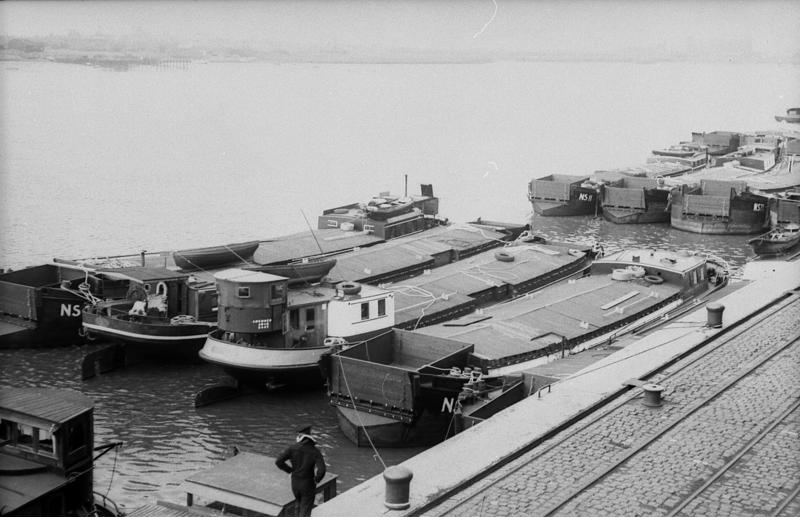
Landingsvaartuigen in Wilhelmshaven

Unternehmen Seelöwe (Nederlands: "Operatie Zeeleeuw") was een Duits plan voor een invasie in het Verenigd Koninkrijk tijdens de Tweede Wereldoorlog. Na de snelle Duitse overwinning in het westen in mei en juni 1940, de Slag om Frankrijk, werden er plannen gesmeed om ook Groot-Brittannië binnen te vallen. Het plan werd nimmer uitgevoerd, mede door de verloren Slag om Engeland.

## De strategie

### Hitler besluit een landing in Engeland voor te bereiden
Na de Duitse overwinning op Frankrijk in juni 1940 dacht Adolf Hitler dat de Britten om vrede zouden vragen. Het leek hem toe dat hun positie hopeloos was. Met Frankrijk was een wapenstilstand gesloten op in zijn ogen milde voorwaarden. Het Franse grondgebied werd slechts ten dele bezet zodat er een autoritaire vazalstaat Vichy-Frankrijk overbleef die officieel neutraal was en de koloniën bestuurde. Langs diplomatieke weg liet men aan de Britten doorschemeren dat er een nog veel gunstiger regeling mogelijk was. Inderdaad had een deel van het Britse kabinet, met name minister van buitenlandse zaken Lord Halifax, al eind mei door bemiddeling van het toen nog neutrale Italië tot vrede willen komen, maar de nieuwe Britse premier Winston Churchill had dit initiatief gesaboteerd. Hij begreep dat men zich door het aangaan van onderhandelingen op een hellend vlak zou begeven. Hitler zou een sterke democratische Britse staat nooit kunnen vertrouwen en dus steeds verdergaande eisen stellen. Men zou de controle over sleutelposities als Gibraltar, Malta en Suez gaan verliezen en beperkingen opgelegd krijgen ten aanzien van leger, luchtmacht en vloot terwijl Duitsland snel en ongelimiteerd in sterkte zou toenemen. Een nieuwe Britse regering zou de Duitsers goed gezind moeten zijn en blijven. Dat zou slechts gegarandeerd kunnen worden door een inperking van de normale democratische besluitvorming. Het onvermijdelijke resultaat van dit proces zou een Britse fascistische staat zijn, onderworpen aan Duitsland.

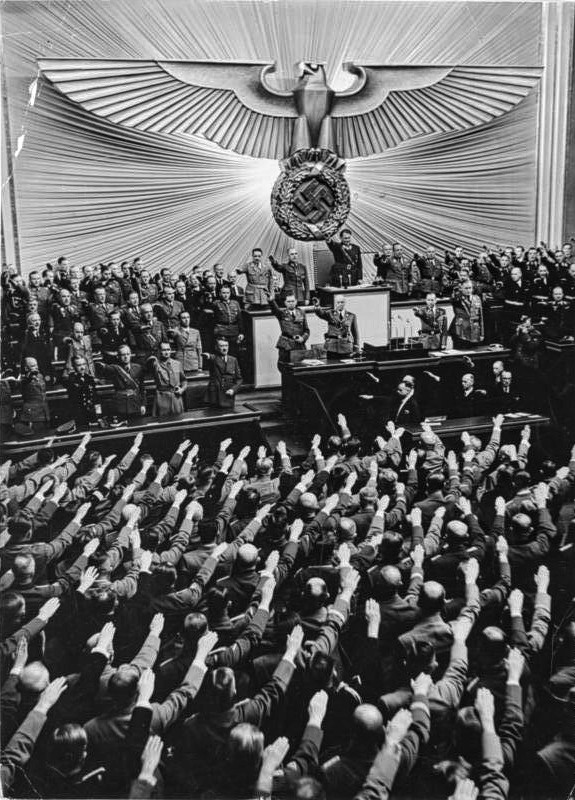
Hitlers rede werd door de Britten eerder als bedreiging dan als vredesaanbod gezien.

Toen het in Londen stil bleef, bood Hitler zelf op 19 juli op het eind van een twee uur lange redevoering in de Reichstag te Berlijn, toen gehouden in de Krolloper, vrede aan, zonder in details te treden. Hij zei dat hij geen enkele reden zag de oorlog voort te zetten maar dat het voortduren daarvan zou leiden tot de ondergang van een van beide imperia — en dat zou niet het Duitse zijn. De Britse regering reageerde hier niet op terwijl de pers het aanbod afschilderde als een brutale poging door intimidatie het Britse volk tot een schandelijke overgave te bewegen.

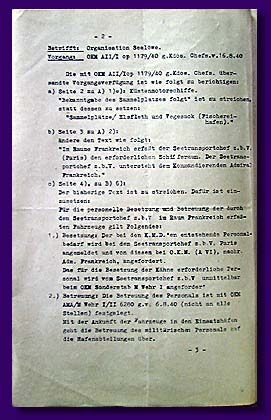
De tekst van Weisung Nr. 16

Hitler was verbaasd en geërgerd door deze reactie maar hij had er na een maand wachten al rekening mee gehouden. Op 16 juli had hij de Weisung Nr. 16 über die Vorbereitung einer Landungsoperation gegen England laten uitgaan, dus het bevel tot een voorbereiding van een invasie over zee van Groot-Brittannië. De tekst daarvan was kort en meer aarzelend dan de gebruikelijke inhoud van zulke Führer-Weisungen. Het begon aldus: Da England, trotz seiner militärisch aussichtslosen Lage, noch keine Anzeichen einer Verständigungsbereitschaft zu erkennen gibt, habe ich mich entschlossen, eine Landungsoperation gegen England vorzubereiten und, wenn nötig, durchzuführen. Zweck dieser Operation ist es, das englische Mutterland als Basis für die Fortführung des Krieges gegen Deutschland auszuschalten, und wenn es erforderlich werden sollte, in vollem Umfang zu besetzen ("Aangezien Engeland, ondanks zijn militair uitzichtsloze situatie, nog geen tekenen toont van een bereidheid om tot een overeenkomst te komen, heb ik besloten, een landingsoperatie tegen Engeland voor te bereiden en, indien nodig, uit te voeren. Het doel van deze operatie is om het Engelse moederland als basis voor de voortzetting van de oorlog tegen Duitsland uit te schakelen, en wanneer het vereist mocht zijn, in volle omvang te bezetten"). 
In de tekst klonk de hoop door dat alleen al de concrete dreiging van zo'n invasie de Britten eieren voor hun geld zou laten kiezen. De instructie gaf weinig concrete aanwijzingen waaruit zo'n operatie nu precies zou moeten bestaan en dat weerspiegelde het feit dat een echte planning nog maar pas op gang was gekomen en dat er weinig overeenstemming was tussen de krijgsmachtonderdelen over uitvoerbaarheid en omvang van een dergelijk project.

### Eerste planning
Hitler begon pas aanvalsoperaties tegen het Verenigd Koninkrijk voor te bereiden na het Verdrag van München, eind september 1938. Meestal wordt dat als een groot diplomatiek succes voor Duitsland voorgesteld maar daar dacht de Führer persoonlijk heel anders over. Hij voelde zich vernederd en was razend dat het VK gewaagd had tussenbeide te komen in zijn onderwerping van Tsjecho-Slowakije. Onmiddellijk werd een groot deel van de wapenindustrie omgeschakeld naar de massaproductie van de Junkers Ju 88, een snelle bommenwerper met het bereik om doelen in Engeland te bedreigen. In het geval van een oorlog wilde men Nederland bezetten als een uitvalsbasis voor zulke aanvallen.
Een eerste vermelding van een mogelijke landing duikt op in augustus 1939, in de staven van het Oberkommando der Wehrmacht (OKW), het opperbevel van de gezamenlijke strijdkrachten. Gezien de dreiging van een oorlog houdt men rekening met grote operaties die zouden kunnen resulteren in een Duitse beheersing van het continent. Aangestipt wordt dat het dan nodig zou kunnen zijn om een invasie van Engeland uit te voeren om de oorlog te beëindigen. Na het begin van de oorlog, besloot het OKW op 14 november 1939 bij het uitvoeren van Fall Gelb ook het zuiden van Nederland te bezetten. De Kriegsmarine beval op 15 november te onderzoeken in hoeverre een beheersing van Zeeland mogelijkheden bood voor landingsoperaties in Engeland. De Studie Rot door kapitein Hans-Jürgen Reinicke concludeerde op 1 december dat zo'n aanval geen kans op succes had tenzij de Britse luchtmacht en marine van tevoren waren uitgeschakeld, in welk geval landingen vermoedelijk overbodig waren. Het Oberkommando des Heeres (OKH), het opperbevel van de landmacht, liet overste Carl-Heinrich von Stülpnagel en majoor Helmuth Stieff op 13 december een plan opstellen voor een landing met honderdduizend man in drie of vier divisies op de Engelse oostkust, in East Anglia, Nordwest geheten, en legde dit ter beoordeling voor aan de luchtmacht en marine. Die krijgsmachtonderdelen waren op 30 december uitgesproken negatief in hun oordeel. De marine zou een invasiemacht niet veilig over de Noordzee kunnen escorteren en de Luftwaffe zou slechts tot een beperkte luchtondersteuning in staat zijn.

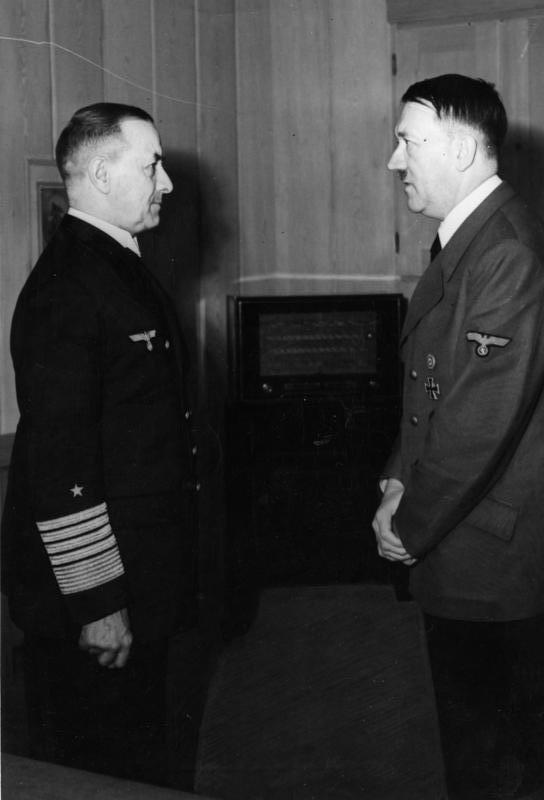
Raeder en Hitler deelden een gebrek aan enthousiasme over de hele operatie.

In april 1940 voerden de Duitsers Operatie Weserübung uit, de invasie van Denemarken en Noorwegen. Op zich leek deze actie veel goeds te beloven voor een toekomstige landing in Engeland, zoals sommige verontruste Britse parlementsleden al opviel. Voor de neus van de Britten had men over grote afstand gewaagde luchtlandingen en zeelandingen uitgevoerd, de bruggenhoofden effectief ondersteund, het luchtoverwicht verworven, de Britse marine en luchtmacht zware verliezen toegebracht en een Brits expeditielegertje weer verdreven. Tot het eind van de oorlog zou men de bezettingstroepen in Noorwegen over zee weten te bevoorraden. Met de gevreesde Britse beheersing van de Noordzee viel het dus wel mee. Daartegenover stond dat de operatie voor de Kriegsmarine op een catastrofe was uitgelopen. Meer dan de helft van alle grotere Duitse oppervlakteschepen was uitgeschakeld. Drie kruisers, tien torpedobootjagers en acht onderzeeërs hadden Noren en Britten tot zinken gebracht.

### Aanloop tot Weisung Nr 16
Het voor de Duitsers zelf nog tamelijk onverwachte succes van Fall Gelb schiep al eind mei 1940 de noodzaak tot het opstellen van concrete plannen voor de voortzetting van de oorlog tegen Engeland — en ook een gunstiger uitgangspositie voor het verloop daarvan. Op 21 mei onthulde grootadmiraal Erich Raeder het bestaan van de eerdere planning in een onderhoud met Hitler, die er echter geen belangstelling voor toonde. Op 27 mei kwam de marine met een nieuwe studie waarin het toekomstige bezit van de Franse kanaalhavens meegenomen was. Op 31 mei begon men alle civiele scheepsruimte te vorderen. Op 20 juni had Raeder opnieuw een onderhoud met de Führer die een relaas over de voorwaarden voor een landing zonder enthousiasme aanhoorde maar veel aandacht besteedde aan twee in feite onuitvoerbare projecten: Operatie Ikarus, de invasie van IJsland, en het Madagaskarplan, de door de Kriegsmarine te escorteren deportatie van de Europese Joden naar deze Franse kolonie. Na afloop zei Hitler tegen zijn persoonlijke marineattaché: "Hoe kunnen we zo'n soort operatie uitvoeren? Het schijnt mij totaal onmogelijk toe. De verliezen zullen zwaar zijn en er is geen garantie op succes".
Begin juni begon ook de landmacht concrete plannen te maken. Dat was echter niet op initiatief van Hitler die nog op 15 juni 1940 opdracht gaf het leger door demobilisatie te reduceren van 167 tot 120 divisies met als uitgangspunt dat marine en luchtmacht alleen de oorlog tegen het VK zouden voortzetten. Op 17 juni besloot het OKW als zodanig nog van planning af te zien, zolang de Führer geen duidelijk besluit daartoe genomen had. Intussen begon ook de Luftwaffe, die hoe dan ook een luchtoorlog met het VK zou voeren, de vooruitzichten daarvoor aan te geven. Men verwachtte binnen twee tot vier weken de Royal Airforce verslagen te hebben. Op 30 juni stelde het OKW een lijst op van zes verschillende opties: diplomatie; blokkade; terreurbombardementen; invasie; aanvallen op Gibraltar, Malta en Suez; of passief consolideren. Op 2 juli 1940 gaf Hitler toestemming om een mogelijke invasie voor te bereiden en besloot het OKW een plan te maken voor een landing met vijfentwintig tot veertig divisies. Op 13 juli hadden chef generale staf Franz Halder en landmachtcommandant Walther von Brauchitsch hierover een bijeenkomst met Hitler. Die gaf zijn fiat aan het plan, tegen zijn gewoonte in zonder belangstelling te tonen voor details of wijzigingen voor te stellen. Het resultaat van die bespreking lag ten grondslag aan Weisung Nr 16. Een plan van de marine voor een landing op korte termijn op een smal front, nu de Britse verdediging nog zwak was, Studie England opgesteld door Konteradmiral Helmuth Fricke, werd niet aan Hitler voorgelegd.

### Het plan voor een breed front

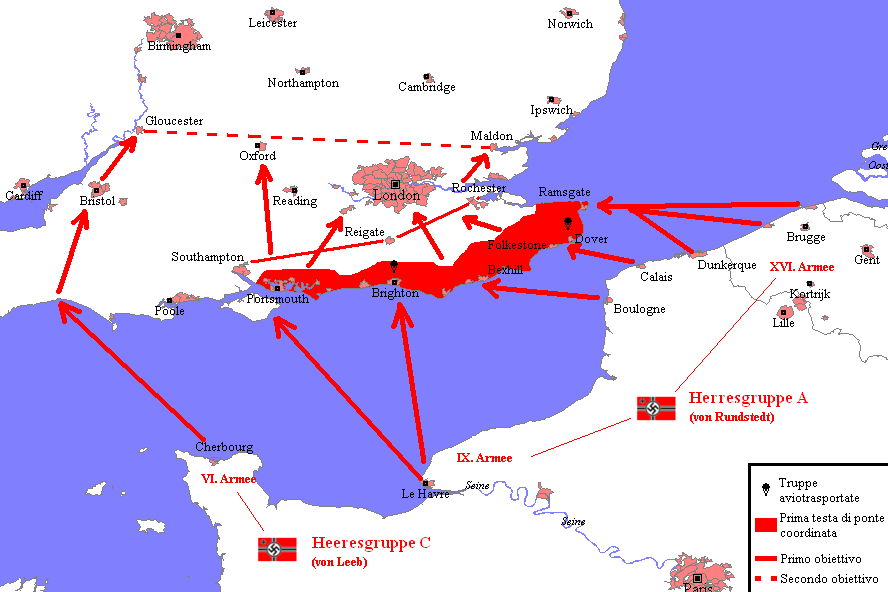
Het "Breed Front"-plan voor Unternehmen Seelöwe

Op 16 juli 1940 gaf Hitler een zeer algemene opzet aan voor een invasie waarvoor men een maand later, dus midden augustus, klaar moest zijn. Het moest een verrassende overtocht worden in breiter Front, tussen Ramsgate en een positie ten westen van Wight. Nader moest onderzocht worden of men in een voorbereidende aanval Wight en Cornwall moest bezetten, waarbij er niet op ingegaan werd wat dit voor gevolgen zou hebben voor het verrassingseffect. Dat het plan van de landmacht afkomstig was, bleek duidelijk uit de ondersteunende rol die aan de luchtmacht en marine toebedeeld was. Er is vaak op gewezen dat het leger kennelijk de invasie als een buitenmodel rivierovergang zag, een term die chef-staf operaties OKW, Alfred Jodl, op 12 juli inderdaad in een memorandum gebruikte. Letterlijk werd in Weisung Nr 16 gesteld: wobei Teilen der Luftwaffe die Rolle der Artillerie, Teilen der Kriegsmarine die Rolle der Pioniere zufallen wird. De bekende noties van de luchtmacht als "vliegende artillerie" en van de marine als genie, zouden onvermijdelijk veel ergernis bij die wapens opwekken.
De opzet om een invasie met veertig divisies over een breed front uit te voeren, had zijn oorzaak in een verkeerde inschatting van de omvang van het Britse leger: dat werd acht tot twaalf divisies te groot ingeschat, dus ook zo'n veertig divisies tellend. Een breed front zou het Duitse leger de mogelijkheid bieden snel een grote slagkracht te ontplooien, zwakke plekken in de verdediging te ontdekken en grote manoeuvres uit te voeren in een bewegingsoorlog, een tactiek waarin men wist superieur te zijn aan de Britten.
Het leger begreep echter ook dat luchtmacht en marine eerst de basisvoorwaarden voor een invasie moesten scheppen, vastgelegd in vijf punten:
- (a) Die englische Luftwaffe muß moralisch und tatsächlich so weit niedergekämpft sein, daß sie keine nennenswerte Angriffskraft dem deutschen Übergang gegenüber mehr zeigt (de Engelse luchtmacht moet moreel en materieel zo sterk gebroken zijn, dat hij geen noemenswaardige offensieve kracht tegenover de Duitse overtocht meer toont).
- (b) Es müssen minenfreie Wege geschaffen sein (de zeeroutes moeten vrij van mijnen zijn).
- (c) Durch eine dichte Minensperre muß die Straße von Dover in beiden Flanken sowie der Westeingang des Kanals etwa in der Linie Alderney-Portland abgesperrt sein (door een dichte mijnenblokkade moet het Nauw van Calais in beide flanken, alsmede de westelijke toegang tot het Kanaal op ruwweg de lijn Alderney-Portland, afgegrendeld zijn).
- (d) Durch starke Küstenartillerie muß das Küstenvorfeld beherrscht und artilleristisch abgeschirmt sein (door sterke kustartillerie moet het voorveld van de kust beheerst worden en door indirect vuur afgeschermd).
- (e) Die Fesselung der englischen Seestreitkräfte kurz vor dem Übergang sowohl in der Nordsee als auch im Mittelmeer (durch die Italiener) ist erwünscht, wobei schon jetzt versucht werden, muß, den englischen Seestreitkräften, die sich im Mutterland befinden, durch Luft und Torpedoangriffe nach Kräften Abbruch zu tun (het is gewenst dat kort voor de overtocht de Engelse zeestrijdkrachten zowel in de Noordzee als in de Middellandse zee (door de Italianen) gebonden worden, waarbij nu reeds geprobeerd moet worden de Engelse zeestrijdkrachten die zich in het moederland bevinden door luchtaanvallen en torpedoaanvallen naar vermogen aan te tasten).

### Oorspronkelijk voorziene slagorde
Wat niet in Weisung Nr 16 stond maar wel deel uitmaakte van een onderliggende planning die op 25 juli geformuleerd werd, was dat de Duitse invasiemacht in drie Gruppen (groepen) zou worden verdeeld:
- Gruppe A zou ter hoogte van Lyme Regis moeten landen en moeten oprukken over de as Lyme Regis - Taunton - Burnham-on-Sea (zo zou Cornwall van de rest van Engeland worden afgesneden) - Bristol - Gloucester - Birmingham - Nottingham - Lincoln - Hull, een grote westelijke omvatting uitvoerend.
- Gruppe B moest bij Christchurch landen en oprukken naar Southampton - Oxford - Northampton - Cambridge en Ipswich om Londen van het westen en noorden uit te omsingelen.
- Gruppe C ten slotte zou bij Hastings aan land gaan en Londen direct aanvallen.

Gruppe B zou in ieder geval uit twee Panzerdivisionen (pantserdivisies waarin de beschikbare tanks geconcentreerd waren) moeten bestaan, terwijl Gruppe A er slechts één kreeg. Gruppe C zou hoofdzakelijk uit infanteriedivisies worden samengesteld. Behalve drie pantserdivisies en vijf gemotoriseerde divisies schatten de Duitsers nog negentien infanteriedivisies nodig te hebben, eventueel gesteund door twee luchtlandingsdivisies ("Fallschirmjäger").
De troepen moesten niet alleen in de breedte maar ook in de diepte verdeeld worden, in drie golven of echelons. De eerste landingsgolf zou bestaan uit dertien infanteriedivisies of bergdivisies, ondersteund door twee luchtlandingsdivisies en het Brandenburg-regiment dat speciale commandoacties kon uitvoeren. Deze golf moest bruggenhoofden veroveren. Die moesten weer worden uitgebuit door de tweede golf van acht pantserdivisies of gemotoriseerde divisies die snel dieper het binnenland in konden trekken om de Britse reserves te onderscheppen en verslaan. Een derde golf van zes infanteriedivisies moest als versterking dienen. Bij elkaar betrof het een dertigtal divisies, dus minder dan de veertig die eerder waren voorzien, en dat weerspiegelde een begin van aanpassing aan de feitelijke logistieke capaciteiten.

### Naar een smal front
Een van de grote zwakheden van Duitsland in de oorlog bestond hierin dat het OKW niet echt in staat was op operationeel niveau de activiteiten van de landmacht, luchtmacht en marine aan te sturen. Men kon per campagne slechts een mooie strategie opstellen en moest dan maar hopen dat de drie krijgsmachtonderdelen erin zouden slagen hun planning op elkaar af te stemmen. Bij Unternehmen Seelöwe liep dit proces vrijwel meteen in het honderd. De afdeling operaties van het OKH onder bevel van Generalmajor Hans von Greiffenberg was in juli overbelast. Men moest ook de aanval op de Sovjet-Unie voorbereiden en Unternehmen Tannenbaum, een door Hitler gewenste invasie van Zwitserland, plannen. Slechts een kleine groep medewerkers onder overste Walter Pistorius werkte Seelöwe uit, op een traditionele manier met veel aandacht voor de slagorde en de geografie maar weinig voor de logistiek, of inzichten die de inlichtingendiensten, luchtmacht of de marine konden verschaffen.
Bij de Kriegsmarine veroorzaakte Weisung Nr 16 direct grote consternatie. Raeder zond op 19 juli een memorandum naar het OKW waarin hij beklemtoonde dat er eenvoudigweg geen capaciteit was om een invasiemacht in de voorziene omvang te vervoeren of beschermen. Op 21 juli was in Berlijn de eerste conferentie waarin de drie onderdelen het onderwerp gezamenlijk bespraken. Reader was aanwezig, Von Brauchitsch en de chef-staf van de Luftwaffe, Hans Jeschonnek. De drie konden echter niet in alle vrijheid hun plannen afstemmen want de bijeenkomst had het karakter van een audiëntie bij Hitler. Die begon een ellenlange monoloog af te steken over de strategische situatie. Volgens hem durfden de Britten alleen door te vechten omdat ze hoopten dat de Sovjet-Unie de olieleveranties aan Duitsland zou beëindigen. Dat land moest hoe dan ook zo snel mogelijk worden aangepakt. Hitler stelde dat een invasie van Engeland riskant was en liefst vermeden moest worden. Daar sprong Raeder gretig op in, aangevend dat de Kriegsmarine in ieder geval voor 25 augustus niet tot enige actie in staat was. Jeschonnek verwachtte dat de Luftwaffe op die datum de RAF al beslissend verslagen zou hebben. Dat hoorde Hitler graag; een landing rond 25 augustus kon dan de nederlaag van het VK bezegelen. Het leger begon vast plannen voor de invasie van de Sovjet-Unie op te stellen.

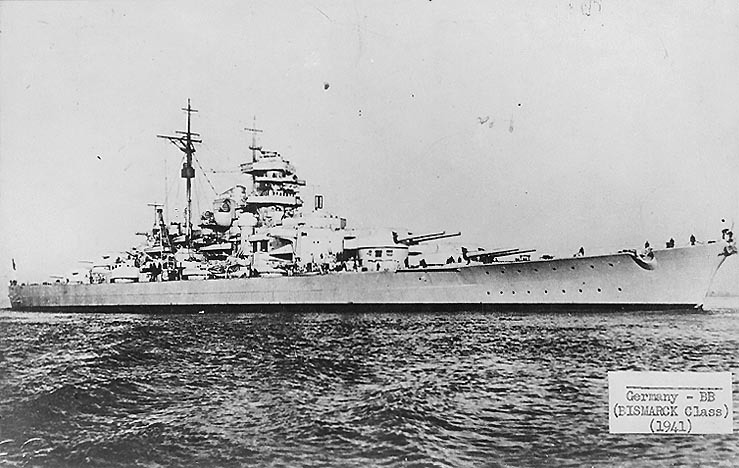
De Bismarck was in juli 1940 al wel in dienst genomen maar nog niet gereed.

Op 25 juli had Raeder een gesprek met Hitler waarin hij toegaf dat het onwaarschijnlijk was dat al in augustus een landing kon plaatsvinden. Op 28 juli zond Raeder een analyse aan het OKW van de exacte te verwachten vervoerscapaciteit. Zelfs als de landing beperkt bleef tot een "smal front", zou het tien dagen kosten voordat het hele eerste echelon overgezet was. Deze inschatting werd doorgegeven aan de landmacht die ontstemd reageerde. Zo'n langzame opbouw van de bruggenhoofden zou de Britten in staat stellen ze met reserves af te grendelen. Men zou moeten uitbreken zonder ondersteuning van tanks. In een werkbijeenkomst met het leger gaf de Kriegsmarine aan dat men voor de herfst, wanneer het slechte weer bevoorrading van de troepen onmogelijk zou maken, niet klaar kon zijn voor een confrontatie met de Royal Navy. Beter was het tot het voorjaar te wachten en het operationeel worden van de slagschepen Bismarck en Tirpitz. Het OKW stelde voor een invasie van de Sovjet-Unie zo lang uit te stellen en het VK intussen te verzwakken door bombardementen, een blokkade door onderzeeërs en het veroveren van het Suezkanaal.
Op 31 juli 1940 was er weer een conferentie, ditmaal in de Berghof, het woonhuis van Hitler, en zonder de Luftwaffe. Raeder gaf aan dat het ombouwen van binnenvaartschepen tot landingsvaartuigen veel tijd vergde. Omdat men ook afhankelijk zou zijn van een gunstig tij, zouden er geen landingen kunnen plaatsvinden vroeger dan de periode tussen 22 en 26 september. In oktober zou echter het weer verslechteren: troepen die eind september landden zouden wel eens niet meer bevoorraad kunnen worden. Hij stelde aan Hitler voor pas in mei 1941 de operatie uit te voeren en met slechts tien regimenten. Die vreesde echter dat het Britse leger tegen die tijd veel te sterk zou zijn geworden. Als men een invasie wilde uitvoeren, moest die in september plaatsvinden. Nadat Raeder vertrokken was, gaf Hitler aan Von Brauchitsch en Halder door dat de Luftwaffe op 5 augustus 1940 haar luchtoffensief zou beginnen. Men verwachtte binnen acht tot veertien dagen de RAF vernietigd te hebben. Na afloop van dat proces zou Hitler besluiten of de invasie zou doorgaan. In het voorjaar van 1941 moest de invasie van de Sovjet-Unie plaatsvinden. Op 1 augustus werd het nieuwe beleid vastgelegd in een Weisung Nr. 17.

### Herziene slagorde

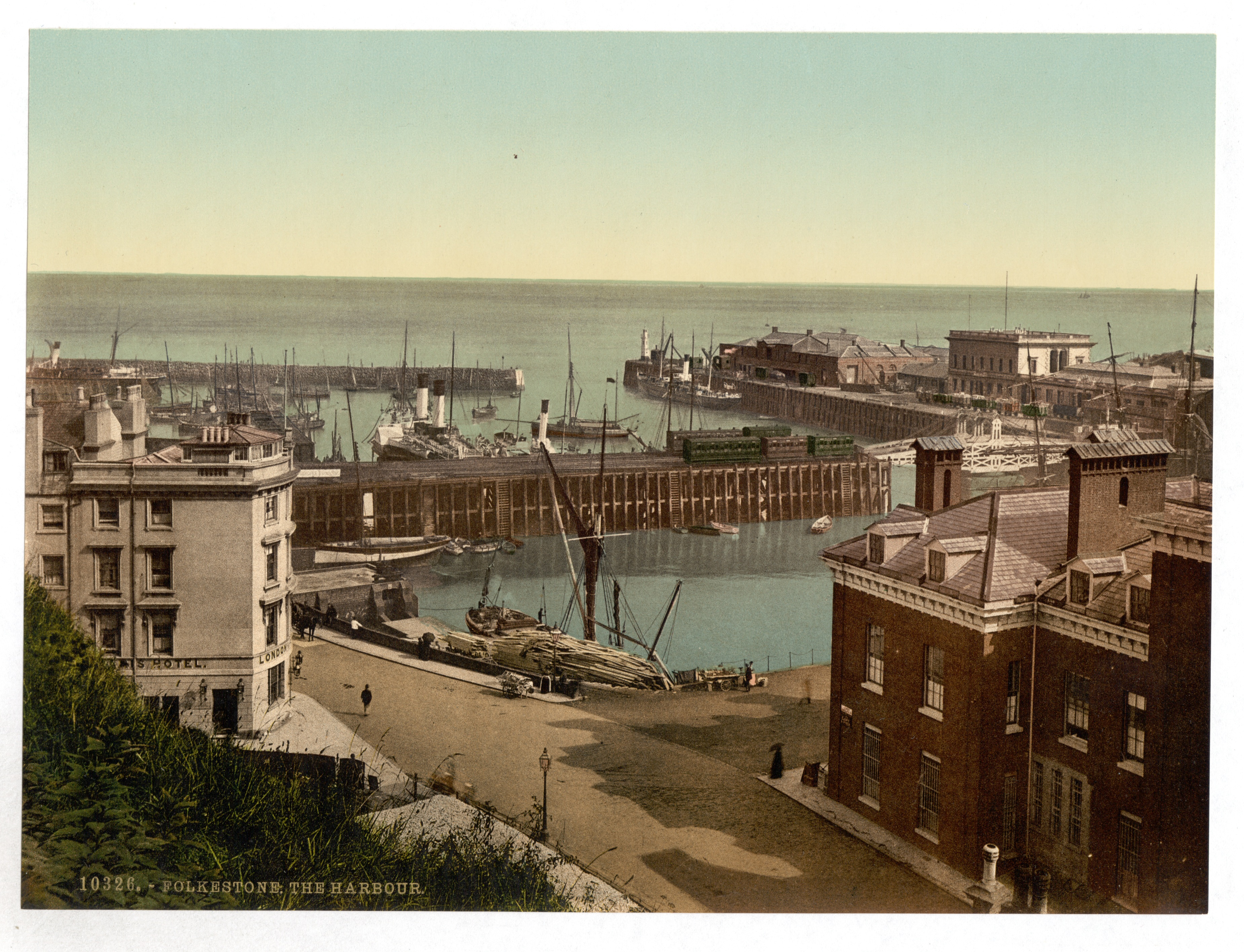
Het haventje van Folkestone zou het belangrijkste bevoorradingspunt van de invasiemacht moeten zijn.

Op 7 augustus 1940 had Halder een ontmoeting met de marinetop. Die vroeg om een beperking tot een smal front tussen Folkestone en Eastborne. Halder was woedend want dan konden de Britten hun strijdkrachten concentreren en was de kans op succes gering. Hij schreef in zijn dagboek: "Ik kan mijn mannen net zo goed meteen in de gehaktmolen werpen!" Een uitbraak uit de bruggenhoofden zou pas mogelijk zijn op de veertiende dag na de landing. Op 10 augustus moest het OKH zich echter aanpassen aan de beperkte transportcapaciteit en stemde toe in een front van slechts honderdvijftig kilometer met tien divisies te landen in vier dagen. Voor Reader was zelfs dat nog te ambitieus: het maximaal bereikbare achtte hij zes divisies over een breedte van honderd kilometer gedurende zes dagen. Op 18 augustus greep het OKW in en beval een landing op vier bruggenhoofden tussen Folkestone en Brighton. Het OKH reageerde daar in eerste instantie niet op en stelde op 21 augustus zelfs een luchtlanding voor om het eiland Wight te veroveren, wat echter door de Luftwaffe verworpen werd. Op 26 augustus zag Hitler zich gedwongen om persoonlijk het OKH tot de orde te roepen.
Op 30 augustus werd een "definitieve" herziene slagorde vastgesteld voor een landing op een "smal front", een compromis tussen marine en leger, uit te voeren op 15 september. Het eerste echelon, door de Duitsers Welle genoemd, zou moeten bestaan uit negen infanteriedivisies te leveren door het 9e Leger en het 16e Leger. Er zouden vier landingsstranden zijn. Strand B lag tussen Folkestone en New Romney. Daar moesten twee infanteriedivisies landen, 17.ID en 35.ID, ondersteund door een compagnie Brandenburgers. Nog eens twee divisies, 1.BD en 7.ID, moesten landen op strand C tussen Rye en Hastings ondersteund door drie bataljons Tauchpanzer. Een volgende korps van twee divisies, 26.ID en 34.ID, moest op strand D aan land komen tussen Bexhill en Eastbourne, ondersteund door een bataljon Tauchpanzer en een compagnie Brandenburgers. De grootste macht van drie divisies, 6.BD, 8.ID en 28.ID, moest op strand E landen tussen Beachy Head en Brighton. Een luchtlandingsdivisie, 7.FD, moest in Kent neerkomen, ten noorden van Hythe. Deze moest meteen de luchtbasis van Lympne nemen om 22.LD te laten landen en bruggen over het Royal Military Canal zodat een uitbraak naar Londen mogelijk was maar ook van het noorden uit Folkestone veroveren. De haventjes van Folkestone en Newhaven waren de enige mogelijkheid om de invasiemacht te bevoorraden maar ook om het materieel te ontladen van het tweede echelon van acht pantserdivisies en gemotoriseerde divisies alsmede twee elitebrigades: 12.ID, 30.ID, 8.PD, 10.PD, 29.MID, Infanterieregiment (mot.) Großdeutschland, Leibstandarte SS Adolf Hitler, 4.PD, 7.PD (onder Erwin Rommel), en 20.MID. Het derde echelon bestond weer uit zes infanteriedivisies: 24.ID, 58.ID, 45.ID, 164.ID, 15.ID en 78.ID. Het totaal was nu dus teruggebracht naar drieëntwintig divisies. Mocht de invasie grotendeels succesvol zijn, dan kon die indien nuttig nog versterkt worden door een 4. Welle die het OKH had voorbereid.

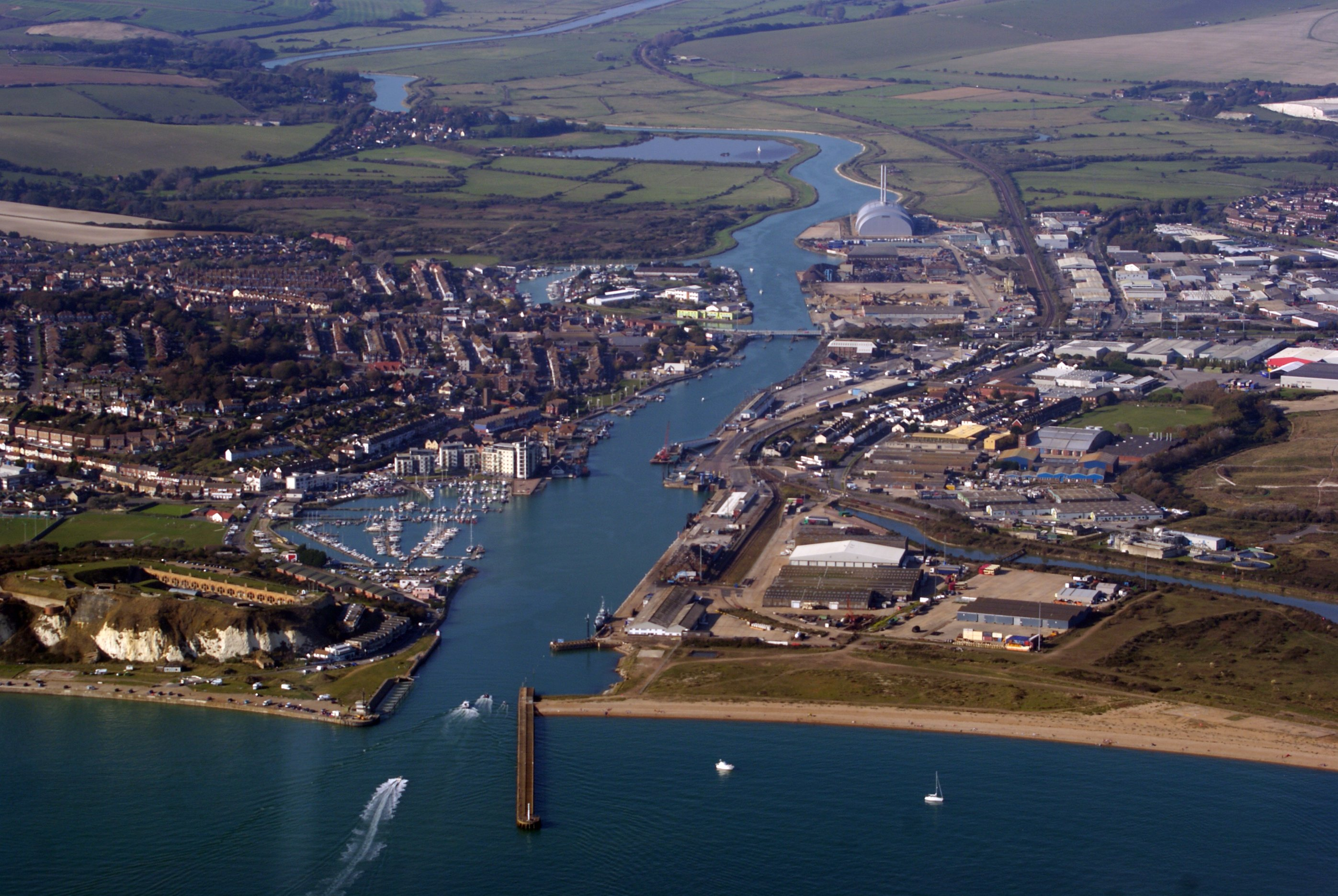
Newhaven had een mooie kade voor spoorwegveren, maar daar hadden de Duitsers weinig aan.

De verschillende echelons zouden slechts geleidelijk ontplooid kunnen worden. Om te beginnen moest men het eerste echelon verzamelen, een proces dat negen dagen zou duren doordat de troepen moesten inschepen in een hele reeks havens van Cherbourg in het westen tot Antwerpen, Rotterdam en IJmuiden in het oosten. Negen dagen voor de voorziene landingsdag, S-Tag, zou men vrachtschepen gaan beladen in Antwerpen. Twee dagen voor de landing moesten de troepen verzameld in IJmuiden, Rotterdam en Antwerpen, bestemd voor strand B en C, in de binnenvaartschepen kunnen vertrekken. Langs de Noordzeekust varend zouden ze zich concentreren bij Oostende en Calais. Eén dag voor de landing zou men daar en uit de westelijke Franse havens van start gaan. De binnenvaartschepen zouden functioneren als landingsvaartuigen. Veel ervan zouden door zeeslepers en motorboten Het Kanaal worden overgetrokken. S-Tag zou zo gekozen worden dat het vlak na zonsopgang vloed was. De troepen van de eerste golf, zo'n zeventigduizend man, konden dan de stranden bestormen, per divisie vooraf gegaan door een voorhoede van een bataljon genisten en antitanktroepen die mijnenvelden en versperringen moesten doorbreken. Die moesten via rubberboten door vissersschepen afgezet worden en snel kritieke punten innemen en consolideren. Na de landing van de eerste golf moesten de aken bij de volgende vloed weer teruggesleept worden zodat ze gedurende een halve dag op volle zee van de 170 vrachtschepen uit met vrachtwagens, artillerie, munitie en brandstof beladen konden worden die ze dan weer als een tweede golf op het strand konden zetten. Dan volgde de derde fase in de cyclus: ze werden weer de zee opgesleept zodat de derde golf van infanterieversterkingen kon afdalen en afgezet op de kust. Bij elkaar kon de landing wel vier dagen vergen.
De honderdvijftigduizend man en tienduizend voertuigen van de drie golven vormden nog maar het eerste echelon. Daarna moest een tweede echelon volgen met elitedivisies van de Panzerwaffe en gemotoriseerde infanteriedivisies. De nog eens honderdvijftigduizend man met veertigduizend voertuigen konden praktisch gezien alleen via Folkestone en Newhaven worden aangevoerd, welke haventjes ook nog de bevoorrading van het eerste echelon moesten verzorgen. Via dezelfde route zouden dan uiteindelijk de honderdduizend man van het derde echelon Engeland moeten bereiken. Voor het tweede echelon waren geen extra vrachtschepen beschikbaar zodat die na S-Tag weer naar de havens moesten terugkeren om beladen te worden. Dat was de hoofdreden dat pas tien dagen na S-Tag de landing van het tweede echelon mogelijk was. De landing van het derde echelon zou op vijftien tot achttien dagen na S-Tag voltooid kunnen zijn.
Het plan was om op te rukken tot de lijn Plymouth-Gravesend. Voor de fase daarna waren geen concrete doelen vastgesteld. Men zou naar bevind van zaken moeten handelen.

### Technische voorbereidingen

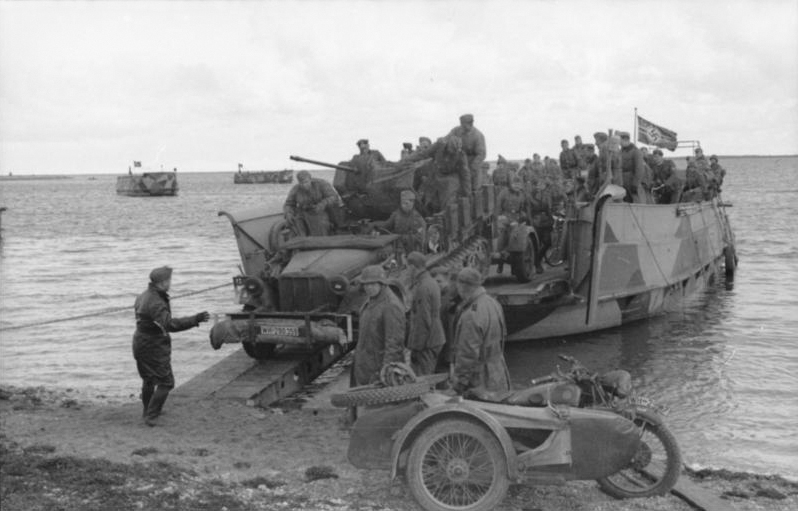
De Pionierlandungsboot was niet klaar.

Hoewel Hitler en Raeder niet echt in de invasie geloofden, werden de voorbereidingen ervoor wel serieus uitgevoerd. Er was een aanzienlijke inspanning door marine en landmacht om de vele moeilijkheden te overwinnen. Daartoe werd in korte tijd een grote hoeveelheid uitrusting in dienst genomen of aangepast.

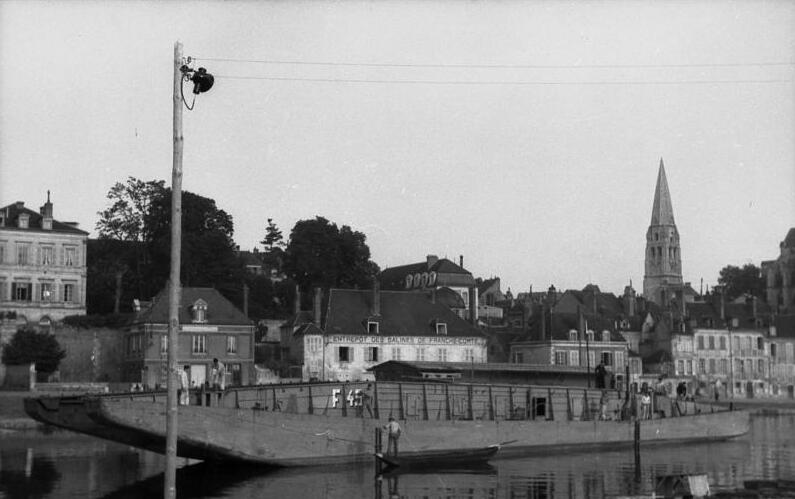
En de Marinefährprahm al helemaal niet.

De Kriegsmarine had vooral behoefte aan gespecialiseerd materieel om landingen uit te voeren. Voor de oorlog had men daaraan weinig aandacht besteed. Denemarken en Noorwegen werden voor een groot deel veroverd door vanuit vrachtschepen havens te bestormen. Landingsvaartuigen, noodzakelijk om stranden en andere ondiepe wateren zonder kade te bestormen, had men nauwelijks. Wel werd de Pionierlandungsboot 39 ontwikkeld. Dat type was in staat een peloton met voertuigen af te zetten. Het was zeer bruikbaar maar in september 1940 had men slechts twee prototypen klaar. In 1941 zou men nog vijfenvijftig stuks bouwen.
Bevolen werd een veel zwaarder type te ontwikkelen, de Marinefährprahm dat in een keer drie middelzware tanks kon vervoeren. Daarvan was het eerste prototype pas op 16 april 1941 klaar.
Een vaartuig was wel inzetbaar: de Landwasserschlepper, een amfibisch rupsvoertuig. Ook daarvan waren echter slechts drie prototypen beschikbaar.

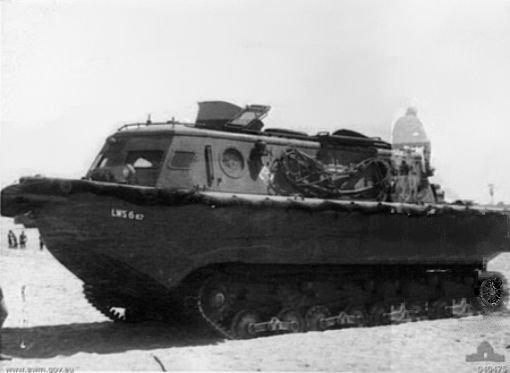
De Landwasserschlepper

Majoor Friedrich Siebel besloot op korte termijn een capaciteit te improviseren door vlotten met vliegtuigmotoren en propellers uit te rusten. Deze Siebelfähre bleken zeer bruikbaar en werden voorzien van 88 mm luchtafweergeschut. Eind september waren er vijfentwintig van klaar maar hun bestemming was niet vervoer maar luchtafweer.
Voor het vervoer van het meeste materieel en veel manschappen had men 174 vrachtschepen gevorderd, variërend van kleine kustvaarders tot grote passagiersschepen. Het merendeel bestond uit standaardvrachtvaarders met een waterverplaatsing van zesduizend tot achtduizend ton. Rond 3 september 1940 waren de meeste aangepast, ook in Franse havens, door hun ruimen te versterken en licht 20 mm luchtafweergeschut te installeren. In eerste instantie was het de bedoeling geweest vrijwel alle troepen in zulke schepen te vervoeren en vlak voor de kust via mijnenvegers, vissersboten en trawlers richting strand te brengen. Daar aangekomen moesten ze weer overstappen en met gemotoriseerde Sturmboote Typus 39 of met peddels voortbewogen rubberbootjes de voorste Britse posities bestormen. Eind juli begon men te begrijpen dat deze methode veel te traag was om de massa van de gevechtseenheden over te brengen. Alleen een voorhoede van elitetroepen zou op S-Tag direct van Frankrijk uit kritieke punten innemen en mijnenvelden of obstakels op de kustlijn ruimen.
Noodgedwongen besloot men binnenvaartschepen te vorderen en om te bouwen. Eind juli meende men daar 1722 van nodig te hebben, te trekken door 471 sleepboten. Zo'n 2400 aken werden bijeengebracht, 860 uit Duitsland, 1200 uit de Lage Landen en 350 uit Frankrijk. De vaartuigen hadden de vereiste langwerpigheid, geringe diepgang en laadruimte. Ze werden vanaf 25 juli voorzien van een laadklep in de boeg. Dat was vaak een nogal geïmproviseerde constructie in de vorm van een afrit die soms na landing met balken moest worden opgebouwd. Het bleek niet mogelijk ze allemaal met zeelui te bemannen en vele zouden moeten vertrekken met een bemanning zonder enige ervaring of training. Een nadeel was dat twee derde van de binnenvaartschepen nog oude trekschuiten waren, zonder eigen motor. Bij deze oudere typen was landen alleen mogelijk door ze bij vloed zo dicht mogelijk op de kust te slepen in de hoop dat ze bij eb zouden vastlopen waarna de troepen pas aan land zouden gaan. Dat zou de stootkracht van een eerste landingsgolf nogal beperken. Ten dele werd dit verholpen door achttien aken zo om te bouwen dat ze tien stormboten te water konden laten. Majoor Fritz Siebel bouwde tot 1 oktober ook 128 aken om tot het AF-type door ze uit te rusten met twee BMW-vliegtuigmotoren die propellers aandreven die de boot met zes knoop konden voortstuwen. Begin september waren de meeste aken klaar. Het lukte overigens niet meer dan 386 sleepboten te verzamelen.

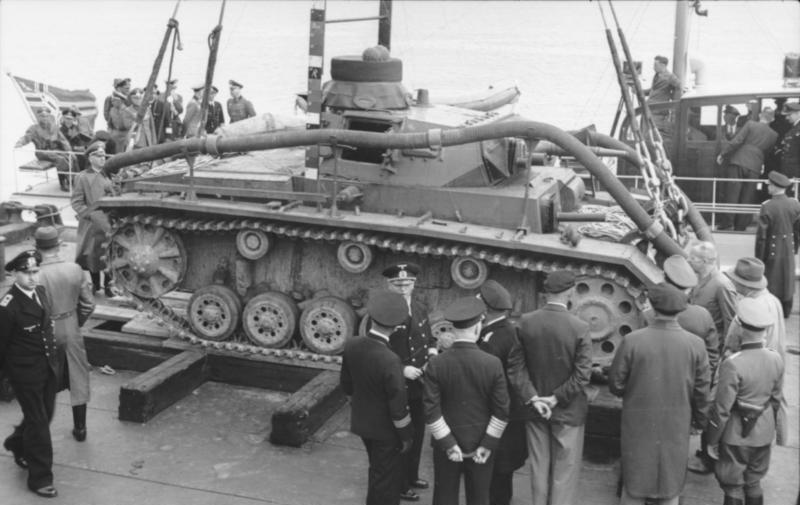
De Tauchpanzer III

Een speciaal probleem leverde de wens om tanks deel te laten uitmaken van het eerste echelon. Er waren vier Nederlandse veren gevorderd die een tank op de kust konden afzetten, maar die konden ieder maar één PzKpfw. II vervoeren. Als pas de pantsereenheden van het tweede echelon met een gemechaniseerde oorlogsvoering zouden beginnen, was de kans groot dat de operatie al meteen vastliep. Aken voor het eerste echelon werden geclassificeerd in een A1- en A2-type wanneer ze respectievelijk drie of vier middelzware tanks konden dragen, respectievelijk de Péniche en de Kempenaar genoemd. Men was echter zeer huiverig om tanks in normale aken het Kanaal over te laten slepen. De verliezen onder de aken zouden wel eens hoog kunnen zijn zodat veel duur en cruciaal materieel verloren dreigde te gaan. Daarbij dreigde de boeg van de aak door het afzetten van vier tanks zo beschadigd te raken of in het zand gedreven te worden dat het vaartuig niet meer veilig los kon komen. Als de tanks door de vrachtschepen werden vervoerd, had dit het nadeel dat ze pas door de tweede golf van het eerste echelon konden worden afgezet, na een moeizame belading van de terugkerende aken. Al eind juni werd een project opgestart om de Panzerkampfwagen III en de Panzerkampfwagen IV om te bouwen tot Tauchpanzer of U(nterwasser)-Panzer. Het voertuig werd daartoe waterdicht gemaakt en verbonden met buizen die voor verse lucht en de afvoer van uitlaatgassen moesten zorgen. De tanks konden zo tot een diepte van vijftien meter over de zeebodem rijden. Ze konden twee kilometer van de kust afgezonken worden om twintig minuten later verrassenderwijs aan het strand op te duiken. Een kraan van het vrachtschip moest ze dan neerlaten. Proefnemingen bevestigden dat deze werkwijze in principe mogelijk was. Uiteindelijk zou men er echter van af zien. Het leek te riskant om over kilometers niet-verkende zeebodem te gaan rijden. Besloten werd om zestig aken om te bouwen tot een Type B met een zeer lange laadklep. De voorste punt daarvan kon tot vier meter diep naar de zeebodem afzakken. De Tauchpanzer, voorzien van kortere schnorkelbuizen, kon daar dan afrijden en de korte afstand naar de kust afleggen. Doordat de aak niet gestrand was, werd die ook niet beschadigd. Dat dit een werkbare methode was, bleek in juni 1941 toen tachtig Tauchpanzer tijdens de openingsfase van Operatie Barbarossa over de bodem van de Westelijke Boeg overstaken, zonder een voertuig te verliezen. Daarnaast liet men een aantal Panzerkampfwagen II ombouwen tot Schwimmpanzer. Ze werden amfibisch gemaakt door de bevestiging van een drijflichaam. Zo konden ze naar de kust varen. Ze moesten nog wel in de buurt van de kust gebracht worden door een aak, het Type C. Het was de bedoeling in een iets latere fase door Type A-aken wat Sturmgeschütz III Ausf. B van Batterie 666 en Flammpanzer II van Pz.Abt.100 (F) te laten afzetten. De meeste Tauchpanzer III hadden nog het kleine 37 mm-kanon. Om het tegen de Britse infanterietanks op te nemen werd aan de divisies van het eerste echelon een compagnie Panzerjäger I toegewezen.
Eind juli werden vier onafhankelijke bataljons Tauchpanzer opgericht die onderscheiden werden met de letters A, B, C en D. Ieder bataljon telde, afgezien van drie commandovoertuigen, 61 tanks. Eind september had Bataljon A zijn training voltooid. Ook de andere drie zouden inzetbaar zijn geweest. De 244 voertuigen omvatten bijna een derde van de zwaardere tanks waar Duitsland in juli over beschikte. Ze waren de belangrijkste troef van de hele operatie. Hun vroege inzet zou een tactische en strategische verrassing hebben betekent. Ze konden een snelle doorstoot naar Londen uitvoeren in de stijl van een Blitzkrieg waarbij ze ook in mei 1940 betrokken waren geweest. Dit had de potentie de Britse verdediging snel te doen instorten. De bataljons hadden echter ook hun beperkingen. De pantserdivisies waren uitgebalanceerde eenheden waarin tanks samenwerkten met gemotoriseerde infanterie en getrokken artillerie. Een opmars uitvoeren in een miljoenenstad zonder zulke ondersteuning was uitgesproken riskant. De bataljons konden ook niet snel bevoorraad worden met brandstof en munitie. Heel veel vrachtwagens zouden niet meegaan met de eerste aanvalsgolf. De Duitse infanteriedivisies waren voor een groot deel nog afhankelijk van paardentractie. Niet minder dan 4200 paarden wilde men het veldgeschut van de eerste golf laten trekken en zevenduizend dat van de tweede golf. Nog eens twaalfduizend paarden werden ingedeeld bij het tweede en derde echelon.
Tot aan de zomer van 1941 zou men de fictie handhaven dat een invasie van Groot-Brittannië aanstaande was, mede om Stalin te misleiden. Nog veel complexere voorbereidingen zouden getroffen worden, zoals het ontwikkelen van kunstmatige havens. Dergelijk geavanceerd materieel kon in 1940 nog niet worden ingezet. Zoals zo vaak bij dit soort grootschalige invasies werden er ook projecten voorgesteld die van weinig realiteitszin getuigden. Nazi-econoom Gottfried Feder wist dat er veel betonnen prefabelementen werden gefabriceerd voor flatgebouwen. Hij stelde al op 18 april 1940 voor die plat te leggen, waterdicht te maken en voorzien van scheepsschroeven. Zo konden ze, dertig meter lang, een compagnie van tweehonderd man laten oversteken. Om te voorkomen dat ze op iedere ondiepte zouden vastlopen moest hun bodem voorzien worden van twee paar rupsbanden. Dat laatste element maakte hun productie veel te duur en na augustus 1940 werd van deze Kriegskrokodil of Kriegsschildkröte niets meer vernomen. Al in 1940 ontstond het misverstand dat deze constructies geacht werden over de bodem van Het Kanaal te kruipen, een vergissing die na de oorlog vaak herhaald werd.

### Problemen voor een Duitse invasie

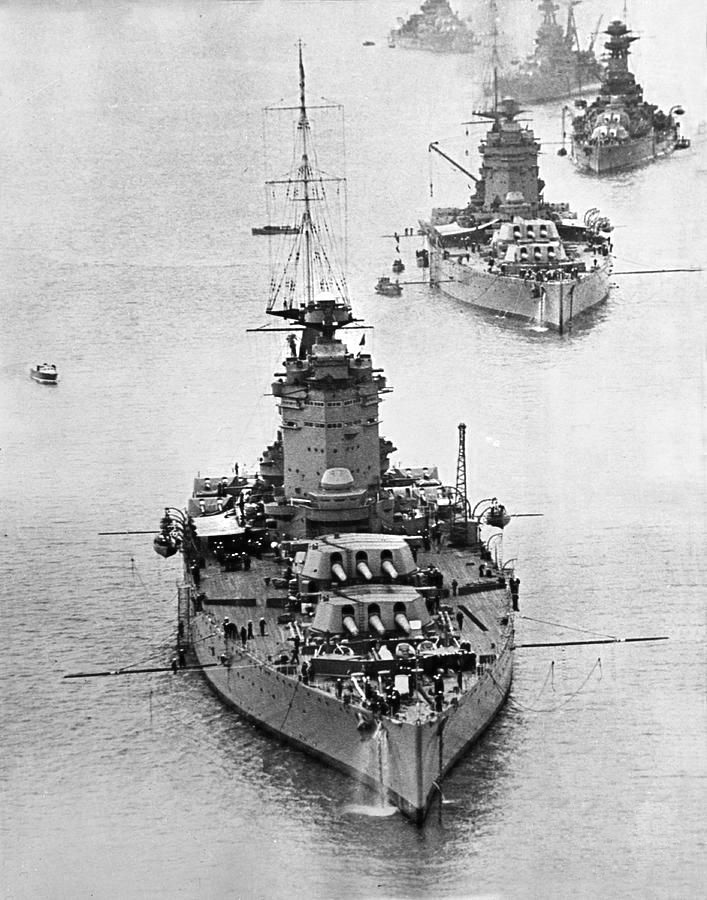
De Nelson, Rodney en Revenge lagen klaar om een invasievloot in de grond te boren.

Veel leiders aan beide zijden, waaronder Hitler en Churchill zelf, geloofden niet dat een succesvolle invasie een reële mogelijkheid was. Het meest fundamentele probleem bestond hierin dat het Verenigd Koninkrijk de zee beheerste. De Royal Navy was de grootste vloot ter wereld. De Kriegsmarine was door Weserübung gedecimeerd en had eind juni 1940, toen ook nog de slagkruisers Scharnhorst en Gneisenau zwaar beschadigd waren geraakt, in totaal nog maar één kruiser (de Admiral Hipper) en vier torpedobootjagers operationeel. Ondersteuning door de Franse of Italiaanse vloot, wat in theorie begin 1941 de Britse sterkte van tien slagschepen had kunnen evenaren, bleef uit. De Britten schakelden voor de zekerheid begin juli een aanzienlijk deel van de Franse schepen uit in de Aanval op Mers-el-Kébir. Tegen september was de Kriegsmarine wel weer wat hersteld maar telde toch niet meer dan drie kruisers en zeven torpedobootjagers. Niet alleen was dat te weinig om de landingsvloot te beschermen — ook al waren de Duitse destroyers moderner dan de Britse — de bruggenhoofden konden ook niet voldoende met kanonvuur ondersteund worden. Men bouwde vijf vrachtschepen om tot geïmproviseerde kanonneerboten met twee 105 mm- of één 150 mm-houwitsers, maar dat was lang niet genoeg; de marine was daarbij van plan ze tegen Britse schepen in te zetten. Men wilde de oppervlakteschepen vooral de westelijke flank laten beschermen. De Britse dreiging achtte men daar het grootst. Als de Royal Navy er vlak voor S-Tag erg actief bleek, zou men afzien van de landing op strand E en de troepen uit Cherbourg wat later de andere bruggenhoofden laten versterken.
Een tweede probleem was het gebrek aan gespecialiseerde landingsvaartuigen. De ombouw van binnenvaartschepen was maar een noodgreep. Dit soort vaartuigen was niet zeewaardig. Als de zeegang, notoir verraderlijk in het Kanaal, op de Schaal van Petersen de 4 bereikte, zouden ze zonder kiel gaan rollen, hun lage boorden zouden overspoeld worden en door het stampen zouden hun sleepkabels breken. Raeder begreep dat een hele armada van zulke slepen niet zonder veel geluk veilig de overkant zou bereiken. Overigens was wat het weer betreft dat geluk aan Duitse zijde: in 1940 was het tot 27 september vrij zonnig met hoogstens een lichte bries. Raeder vond ook het plan om 's nachts de kust te naderen heilloos. Zulke complexe vlootverbanden zouden dan de weg verliezen en over grote afstanden verspreid raken of juist talloze aanvaringen veroorzaken. In geen geval mocht het een maanloze nacht zijn en maar op vier nachten per maand was er voldoende maanlicht. De nacht droeg daarbij een dodelijk gevaar in zich: dat de Britse slagvloot van de Home Fleet, die op volle kracht opstomend in één nacht honderden kilometers kon afleggen, uit Scapa Flow zou afdalen om onder dekking van de duisternis zonder door de Luftwaffe opgemerkt te zijn de landingsvloot te overvallen. Dat het plan door landrotten in elkaar was gezet, bleek volgens hem vooral uit de keuze bij vloed te landen. Het zou niet lukken om dat precies bij hoogwater te doen zodat het opkomend tij steeds de aken los zou werken. Het was ook maar de vraag of de volgende vloed hoog genoeg kwam om weer te vertrekken. Beter was het bij het begin van de eb te landen, ook al moesten de troepen dan een langere afstand afleggen. Door een verschil in hoogwater, van 3 à 5,5 uur bij een landing op een breed front, moest men hoe dan ook van gelijktijdige landingen afzien.
Overigens werden lang niet alle Britse slagschepen gereed gehouden. Bij Rosyth lag voor een aanval een smaldeel bestaande uit de Nelson, Rodney en Hood paraat, alleen voor het geval van een Duitse invasie van de oostkust over de Noordzee, terwijl de Revenge de zuidkust moest dekken in Plymouth. Meer dan in de slagvloot lag een gevaar besloten in de flotieljes van torpedobootjagers die langs de Engelse kust verspreid waren. Aan de oostkust lagen vier flottieljes, bij Hull, Harwich, Sheerness en Dover. Ongeveer zestig destroyers en een dozijn kruisers zouden binnen een dag de landingsstranden kunnen bereiken. Een enkele doorgebroken torpedobootjager volstond in beginsel om een landing te doen mislukken. Hij zou een slachting kunnen aanrichten onder de binnenvaartschepen en vermoedelijk zo'n paniek veroorzaken dat het niet meer zou lukken om binnen het toch al krappe tijdschema eenheden in zo'n goede orde aan land te zetten dat ze de Britse linies konden bestormen. Overigens hadden de meeste Britse destroyers in 1940 ook hun beperkingen. Ze hadden geen rondom gesloten torens, geen radars voor vuurleiding in het duister en geen snelvuurkanonnen. Hun grootste uitwerking was nog te verwachten in het doorvaren van de sleepkabels en het met hun boeggolven doen kapseizen van de aken.
De achilleshiel van de operatie vormde de logistiek. De 1. Welle had per dag ongeveer drieduizend ton munitie, brandstof en voedsel nodig om het offensief voort te kunnen zetten, nog afgezien van de uitrusting die aan land gezet moest worden. De voorraden zouden meegebracht worden door de vrachtschepen. Het plan was om de binnenvaartschepen na hun inzet bij de eerste landingen weer terug te slepen om de goederen op volle zee over te laden. Die moesten daarna voornamelijk met mankracht op het strand getrokken worden en dan dieper landinwaarts gesjouwd. Te verwachten viel dat het aantal inzetbare aken snel zou teruglopen en navenant de hele vervoerscapaciteit. Vandaar het belang van Folkestone waar schepen konden worden afgemeerd. Dat haventje kon echter maar een beperkte goederenstroom verwerken. Uit voorzorg bliezen de Britten er de kades op. Ze waren ook van plan er twee blokschepen tot zinken te brengen. Ze hadden berekend dat totdat die weer door de Duitsers geruimd waren en de kades hersteld, over Folkestone niet meer dan tweehonderdvijftig ton per dag aangevoerd kon worden. Na een week zou dat stijgen tot zeshonderd ton. In dat tempo zou het een jaar duren voordat de vrachtvloot zijn ruimen leeg had en dat terwijl de inzet van de 2. Welle het verbruik zou verdrievoudigen. Een verovering van Dover zou slechts achthonderd ton aan de capaciteit toevoegen. Dit impliceerde dat de invasie geen kans van slagen had als niet heel snel de haven van Londen in Duitse handen zou vallen.

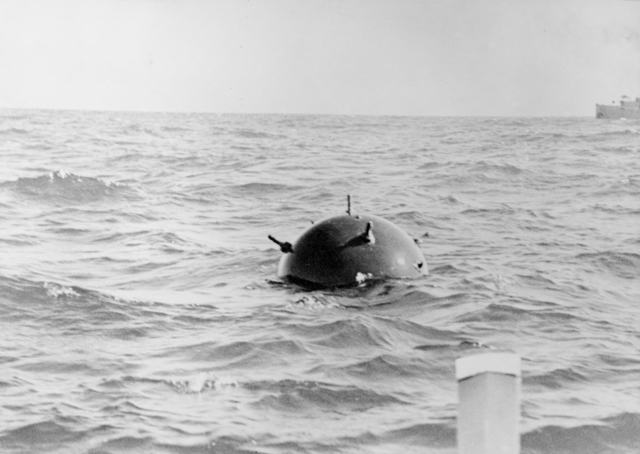
Een Duitse zeemijn

Het OKH hoopte voor de invasiemacht door een combinatie van maatregelen de catastrofe te kunnen afwenden. Veel hoop stelde men in zeemijnen. Vier blokkadevelden zouden ten westen en twee ten oosten van de landingszones gelegd moeten worden. Ieder veld moest zo'n drieduizend mijnen tellen. De marine wees erop dat deze methode haar beperkingen kende. Zeemijnen, vooral geavanceerde magnetische of akoestische mijnen, konden gelegd worden door onderzeeërs of, zeer snel, vliegtuigen. Dat kon echter niet in de gewenste aantallen gebeuren. Daarvoor was men afhankelijk van traditionele mijnenleggers en ouderwetse mijnen met een contactontsteking. Zelfs daarmee was het onmogelijk om een totaal van achttienduizend mijnen te bereiken want men had er maar tweeduizend in voorraad. Het OKH wilde dat men negen dagen voor de invasie zou beginnen. Raeder schatte dat het proces minstens twee weken zou duren. De bescherming die zo'n veld bood, was maar relatief hoewel het in beginsel zeer effectief kon zijn. Normaliter zouden de Britten hun schepen er niet aan wagen maar invasie zou ze dwingen risico's te nemen. Een probleem was dat men de oostelijke velden zelf zou moeten doorkruisen en er dus mijnvrije corridors moesten zijn die de Britten ook weer konden gebruiken. Beide partijen voerden in 1940 een intensieve mijnenoorlog in de kustwateren. Daartoe bezaten de Britten tientallen gespecialiseerde mijnenvegers en een vierhonderd geïmproviseerde trawlers die zouden pogen de barrièrevelden weer te ruimen terwijl hun mijnleggers velden legden voor de landingsstranden, ondersteund door destroyers. Er lag al een permanent Brits blokkadeveld van negenduizend mijnen voor de zuidkust van Kent. Dit zou snel kunnen escaleren tot een situatie waarin Duitse mijnenleggers niet veilig meer hun werk konden doen. Daarbij sloten de grote vloten van gesleepte aken een tactische verrassing vrijwel uit. Het zou enkele dagen duren voordat ze uit Rotterdam en Antwerpen het Nauw van Calais konden bereiken en al die tijd zouden ze zonder dekking van zeemijnen zeer kwetsbaar zijn voor een flankaanval van de Britse vloot. 
Voor het beheersen van de kustwateren konden de Duitsers een dertigtal Schnellboote inzetten, krachtige en snelle torpedoboten. Zestien daarvan werden voor Het Kanaal bestemd. Die zouden een gevaar kunnen zijn voor Britse torpedobootjagers maar het omgekeerde gold natuurlijk ook. Daarbij hadden de Britten ook een vloot aan Motor Torpedo Boats. Er was aan Duitse zijde eveneens een dertigtal onderzeeërs beschikbaar. Die waren niet alleen onder maar ook boven water tamelijk traag en niet ideaal om destroyers te bevechten, hun natuurlijke vijanden. Zeven onderzeeërs die tegen de evacuatie van Duinkerken waren ingezet, wisten slechts één torpedobootjager te kelderen. Slechts het dubbele aantal werd bij de invasievloot ingedeeld. Doordat de Britse destroyers de oostkust bewaakten, konden ze de konvooien uit het westen niet convoyeren zodat Duitse onderzeeërs daar vrij spel hadden en veel scheepsruimte tot zinken brachten. Omgekeerd zouden Britse en, nu uit Britse havens opererende, Nederlandse onderzeeërs ernstig afbreuk kunnen doen aan de Duitse transportverbindingen in Het Kanaal. Er was geen capaciteit om de vrachtschepen te beschermen.
Bij het OKH bestond ook de gedachte dat krachtige artillerie het Nauw van Calais zou kunnen beheersen. In beginsel kon fortificatiegeschut nauwkeuriger zijn dan de kanonnen van slagschepen die immers altijd last zouden hebben van zeedeining. Van 22 juli af werd zoveel mogelijk zwaar geschut op de Franse kust gestationeerd. Snel aanwezig en ook immens krachtig waren de spoorwegkanonnen, die ontwikkeld waren als belegeringsgeschut. Ze hadden echter het nadeel van een lage vuursnelheid en langzame traverse. Ze waren in feite niet in staat bewegende doelen te raken. Potentieel nuttiger waren zeven batterijen zwaar marinegeschut, van verschillend kaliber, die tussen juli en september 1940 opgesteld werden. Later zou men ze in indrukwekkende kazematten onderbrengen, soms zelfs in pantserkoepels, als deel van de Atlantikwall, maar voorlopig stonden ze in de open lucht. Ze hadden een verbinding met enkele radarinstallaties die doelen konden opsporen. De vuurleiding was echter nog primitief. Het systeem kon de kanonnen niet automatisch op het doel leggen en de radars konden de granaten niet volgen en dus geen vuurcorrecties doorgeven. In de praktijk viel de effectiviteit van deze kanonnen zwaar tegen. Ze zouden tijdens de hele oorlog maar een duizendtal granaten afvuren, ten dele op landdoelen, en maar twee keer een vijandelijk vaartuig tot zinken brengen, twee vrachtschepen in 1944, hoewel de Britten regelmatig met konvooien door het Nauw van Calais voeren. De Duitsers waren van plan met de 2.Welle een regiment zware artillerie aan land te brengen. Zou men die stukken op de kliffen van Dover weten op te stellen, dan kon men de noordelijke ingang van het Nauw van Calais beheersen. Dat zou echter minstens twee weken vergen, wat de Britten ruimschoots de tijd zou bieden in te grijpen. Die waren zich bewust van het gevaar en versterkten Dover in september extra.
Een bijkomend probleem voor de Duitsers was dat de Wehrmacht in de zomer van 1940 verzwakt was door de gevechten in het voorjaar. Juist de elitedivisies hadden relatief veel manschappen verloren. Een duizendtal pantservoertuigen was verloren gegaan. Vrachtwagens waren versleten geraakt, de munitievoorraden uitgeput. De Luftwaffe had een kleine tweeduizend vliegtuigen verloren. Van de Fliegerdivision die geacht werd meteen te landen, waren veel parachutisten bij Den Haag en Rotterdam gesneuveld of krijgsgevangen gemaakt en naar Engeland overgebracht. Zo'n 250 Junkers 52 transportvliegtuigen lagen als wrakken in de polders. Van deze verliezen had men zich eind september nog niet volledig hersteld.

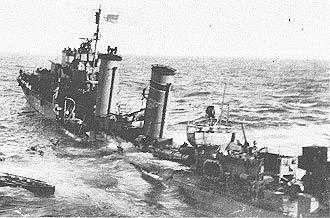
HMS Brazen was een van de weinige torpedobootjagers die in Het Kanaal door duikbommenwerpers tot zinken werd gebracht

Gezien al deze problemen had het OKH zijn hoop gevestigd op de Luftwaffe, met name de duikbommenwerpers. Dit type gevechtsvliegtuig had zich in de jaren voor de oorlog ontwikkeld tot een dodelijke dreiging voor oppervlakteschepen. De Duitsers hadden zich gespecialiseerd in het opereren met StuKas. Duikbommenwerpers zouden vliegkampschepen tijdens de oorlog het beslissende marinewapen laten worden. Het OKH dacht dat de Luftwaffe de zee kon schoonvegen. Het effect van het inzetten van StuKas was echter beperkt. Tijdens heel Weserübung brachten ze maar twee torpedobootjagers tot zinken. Bij Duinkerken kelderden ze er vier maar drie daarvan lagen voor anker om troepen te laten inschepen. Een goed beeld van hun vermogen een invasie te beschermen geeft de zogenaamde Kanalkampf. De Duitsers poogden in juli een einde te maken aan het Britse scheepvaartverkeer in Het Kanaal. Inderdaad werd dat voorlopig onderbroken maar de resultaten van de aanvallen waren mager. Slechts twee torpedobootjagers werden door duikbommenwerpers tot zinken gebracht, de Brazen en de Delight, hoewel ze langzaam moesten varen om de vrachtschepen luchtafweervuur te bieden. De Luftwaffe had zo'n 250 Ju 87s inzetbaar. Die maakten geen deel uit van een marineluchtvaartdienst.
Zelfs met een luchtoverwicht waren de Duitsers nooit in staat om ongezien en snel een aantal divisies over te zetten. Hiervoor waren enkele tientallen, zo niet honderden schepen nodig. Het was voor de Luftwaffe onmogelijk om het luchtruim zo lang vrij te houden en tegelijkertijd af te rekenen met de Britse vloot. 
Om onder deze voorwaarden de overwinning te behalen bestonden slechts twee kansen:
- Het Verenigd Koninkrijk en zijn inwoners zo compleet uit te putten dat het zelf om vrede zou vragen;
- De Royal Air Force nagenoeg compleet vernietigen. Dit zou ervoor zorgen dat de Luftwaffe zich volledig kon focussen op het tijdelijk vrij houden van Het Kanaal. Bovendien opende het de mogelijkheid om over te gaan tot luchtlandingen, waardoor Duitse parachutisten bruggenhoofden konden slaan voordat de grote invasiemacht aan land kwam. Eenmaal geland op Britse bodem was het voor de Britten vrijwel onmogelijk om de op dat moment superieure Wehrmacht af te stoppen.

Het luchttransport vormde een probleem: door de grote verliezen in Nederland in mei 1940 (zeker de helft van de 480 boven Nederland ingezette transportvliegtuigen ging verloren) was er een chronisch tekort aan transportvliegtuigen ontstaan.
Feit was dat in ieder geval de Britse Royal Air Force eerst moest worden uitgeschakeld. Dit zou moeten gebeuren door de RAF uit de tent te lokken met het bombarderen van doelen die ze wel moesten verdedigen. Wanneer de RAF de bommenwerpers aanvielen, zou deze door de Duitse jagers worden aangevallen. De veel grotere Duitse Luftwaffe zou deze uitputtingsslag uiteindelijk moeten winnen.

### Afleidingsmanoeuvres
De Duitsers probeerden de Britse defensie in de landingszone te verzwakken door schijnoperaties op te zetten. Zo verzamelden ze twee legerkorpsen bij Bordeaux en voldoende vrachtschepen om die te vervoeren. Er was een plan opgesteld, Fall Grün 2, voor een invasie van het slecht verdedigde Ierland. Nu deed men net of men zo'n operatie echt ging uitvoeren. Het Britse oppercommando was hierover zo verontrust, ook wegens de mogelijkheid van Duitse luchtlandingen, dat men in reactie Plan W opstelde: in geval van een Duitse invasie moest de 53rd Welsh Division van Noord-Ierland uit de Ierse republiek binnentrekken, met of zonder toestemming van de Ierse regering. Aangezien deze divisie toch al niet in het strijdtoneel van zuid-Engeland kon ingrijpen, was het nut van Fall Grün gering.

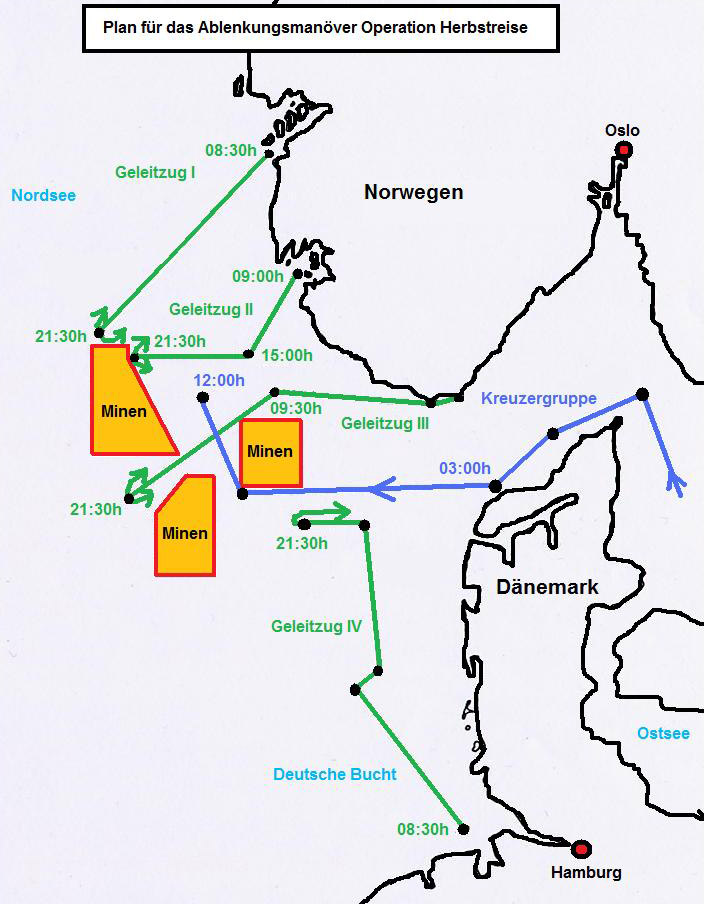
Herbstreise

De Kriegsmarine getroostte zich in augustus veel inspanning om twee schijnaanvallen op te zetten. De Admiral Hipper en de Admiral Scheer moesten zes dagen voor S-Tag de Britse kruiserblokkade van de Straat van Denemarken doorbreken om de scheepvaart in de noordelijke Atlantische Oceaan aan te vallen. Zo'n raid zou op zich belangrijk kunnen zijn maar het doel was de Home Fleet van de thuiswateren weg te lokken. Het andere project was veel omvangrijker. Unternehmen Herbstreise simuleerde een volledige invasie van Noord-Engeland. Drie konvooien met in totaal elf vrachtschepen en twintig escorteschepen moesten drie dagen voor S-Tag uit Noorse havens ontschepen. Tegelijkertijd moesten uit Duitse havens de passagiersschepen Bremen, Europa, Gneisenau en Potsdam vertrekken, begeleid door de lichte kruiser Emden.
Hoewel de marine zelf erg onder de indruk was van haar plannen, was het leger ontstemd. Het leek absurd om, na alle tegenwerpingen dat de transportcapiteit en het aantal grote oppervlakteschepen tekortschoten, die te gaan verkwisten aan schijnaanvallen. Alles wat beschikbaar was moest bij de landing worden ingezet. Herbstreise werd afgeblazen.

### Zwakte van de Britse landmacht

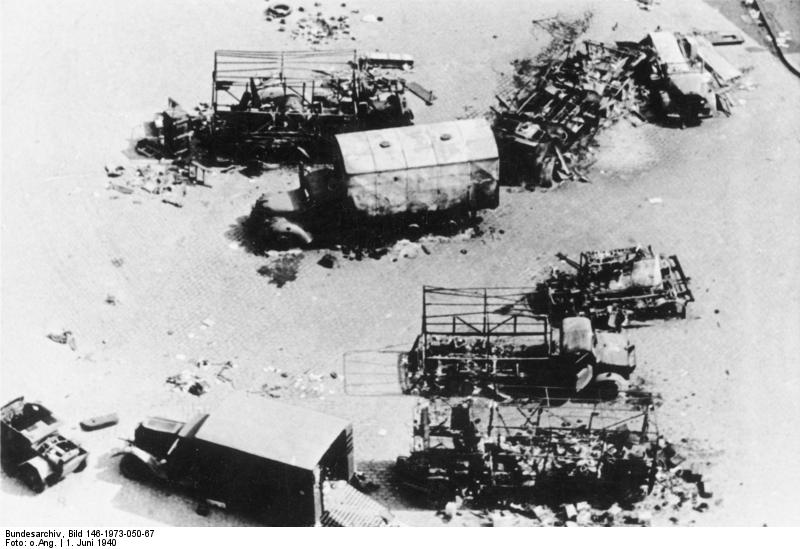
Van de prachtige uitrusting van de BEF was midden juni 1940 niets meer over

Midden juni waren de Britse militaire staven in een evaluatie van de situatie vol vertrouwen dat een mogelijke Duitse invasievloot kon worden vernietigd. De regering moest echter wel beseffen dat als ook maar een enkele Duitse divisie met voldoende voertuigen vaste voet aan Britse grond zou krijgen, de verdediging in elkaar zou storten.
Engeland had nauwelijks rekening gehouden met de mogelijkheid van een invasie. Mei 1940 werden alle reserves naar Frankrijk gezonden in een wanhopige poging de British Expedition Force te versterken. Rond de Slag om Duinkerken was het moederland zo verzwakt, dat wel gedacht is dat een geïmproviseerde strategische overval door de Duitsers, door wat vrachtschepen vol infanterie te laden en ze in de Theemsmonding te laten landen, een goede kans had gehad de Britse regering te overbluffen, net zoals in Denemarken gelukt was. Zo'n plan heeft echter nooit bestaan.
Begin juni was het gelukt een dozijn divisies uit Frankrijk te evacueren met een sterkte van een kwart miljoen man. Dat was op zich een enorme opluchting. Meestal wordt gedacht dat de Britse regering bij het verloren gaan van die troepen gedwongen zou zijn geweest de oorlog te beëindigen. De publieke druk zou te groot zijn geworden al die krijgsgevangenen weer thuis te laten komen en ze omvatten veel beroepsmilitairen, die absoluut noodzakelijk waren als kern waar rondom men een nieuwe landmacht kon opbouwen.
De BEF was de modernste strijdmacht ter wereld geweest, althans qua uitrusting. Alle divisies waren gemotoriseerd, dus in één keer volledig met vrachtwagens te vervoeren. Bij de terugkeer in het moederland was van hun gevechtskracht weinig meer over. Niet alleen waren er verliezen aan manschappen geleden, rond de zeventigduizend man aan doden, gewonden en krijgsgevangenen; bijna al het materieel, voertuigen en wapens, was verloren gegaan. De verliezen bedroegen 722 tanks, 509 antitankkanonnen, 2347 stukken geschut en 63 879 transportvoertuigen. Er was geen materieelreserve om ze meteen weer van uitrusting te voorzien.
De Britten waren van plan geweest om een groot leger op te bouwen van vijfenvijftig gemotoriseerde of gemechaniseerde divisies om Frankrijk te ondersteunen in een beslissend offensief tegen Duitsland in 1941 of 1942. Daartoe was de dienstplicht weer ingevoerd. In juni 1940 waren er, afgezien van de BEF, reeds zestien nieuwe divisies opgericht. Die waren echter over het hele grondgebied verspreid, inclusief Schotland en Noord-Ierland. Geen enkele divisie had haar training voltooid en sommige bestonden uit weinig meer dan verse rekruten. Alle divisies waren onder sterkte. Ze beschikten nauwelijks over voertuigen want die waren alle naar Frankrijk gezonden. Ze konden dus alleen een statische verdediging voeren. De troepen hadden uniformen en geweren alsmede een minimum aan lichte machinegeweren maar verder nauwelijks bewapening. De ruwweg achtentwintig divisies hadden een drieduizend mortieren nodig en tweeduizend antitankkanonnen; in werkelijkheid was er alleen nog een handjevol mortieren bij de opleidingscentra en een totaal van vijfenvijftig 40 mm-antitankkanonnen in het hele land aanwezig. Bij de artillerie was de situatie iets beter maar toch waren slechts een zeshonderd stukken geschut aanwezig terwijl men er tweeduizend nodig had. De Duitsers waren van plan een duizendtal tanks te gaan inzetten. Daar kon men voornamelijk slechts verouderde lichte tanks tegenoverstellen die de BEF niet meer nuttig geacht had. Men had ook nog maar drieënvijftig pantserwagens.
Naast de reguliere troepen was op 14 mei een burgermilitie van vrijwilligers opgericht die al snel bekend zou worden onder de naam Home Guard. Eind juni was de sterkte daarvan opgelopen tot anderhalf miljoen man, de equivalentie van een kleine honderd divisies. Die beschikten in eerste instantie echter niet over uniformen, militaire wapens of enige organisatie. De militie had haar oorsprong in de vijfde kolonne-paniek die de geallieerden beving door de Duitse luchtlandingen in Nederland. Als snel ontstonden allerlei wilde geruchten dat de Duitsers massaal gebruik maakten van verraders en de meest onwaarschijnlijke vermommingen. Door sensationele berichtgeving in de pers, verergerd door een onkritische benadering van de autoriteiten, begonnen de Britten te geloven dat ook in hun land een uitgebreid spionagenetwerk aanwezig moest zijn dat de activiteiten coördineerde van een legertje saboteurs onder de eigen bevolking die klaar stonden steun te verlenen aan als nonnen, tramconducteurs of Britse soldaten uitgedoste parachutisten. De met voornamelijk jachtgeweren uitgeruste parashots werden geacht die uit de lucht te schieten. In feite bestond zo'n netwerk nauwelijks. De Duitsers waren zeer slecht ingelicht over de sterkte en positie van de Britse troepen. De gevechtskracht van de Home Guard was zeer gering. Zij ontlastte het reguliere leger echter door het overnemen van talloze bewakingstaken zodat het zich kon toeleggen op het inlopen van de trainingsachterstanden.
Het Britse leger kreeg weinig steun van bondgenoten. Grote aantallen Franse soldaten waren naar Engeland geëvacueerd maar die keerden weer naar Frankrijk terug, niet alleen toen dat land nog vocht maar ook na de wapenstilstand. Slechts een klein groepje Vrije Fransen bleef achter om de strijd voort te zetten. Zo'n vijfduizend man vormden in juli het Corps expeditionaire français libre, waaronder maar 850 gevechtstroepen. De belangrijkste versterking leverden de dominions. De 1st Canadian Division had in Frankrijk gevochten, was relatief ongeschonden weer overgestoken en bevond zich min of meer in dezelfde positie als de BEF-divisies: goed getraind maar zonder zware uitrusting op wat artillerie na. In augustus begon men een tweede Canadese divisie naar Engeland over te brengen. Daarnaast waren een Australische en twee Nieuw-Zeelandse brigades in opbouw. Verder waren er dertigduizend Poolse en drieduizend Tsjechische soldaten die in Frankrijk eenheden hadden opgericht en in juni 1940 naar Engeland wisten te ontkomen en daar weer legertjes oprichten. Uiterst gemotiveerd waren zij afhankelijk van het weinige wat bij de Britten overschoot. Weldra zouden ze pantsereenheden vormen maar in de zomer van 1940 was hun gevechtskracht gering. In september 1940 bewaakten twee Poolse infanteriebrigades de Schotse kust. Uit India werden twee infanteriebrigades en drie gemotoriseerde brigades teruggetrokken.

### Herstel van de Britse landmacht
Terwijl de Britse landmacht midden juni te zwak zou zijn geweest om een invasie te weerstaan, was zijn situatie midden augustus, de geplande Duitse datum, al weer sterk verbeterd. Vooral het Wapen der Artillerie had zich krachtig weten te herstellen. Men had zelf enkele honderden 25-ponders geproduceerd, een gelijk aantal 75 mm stuks veldgeschut uit de VS geïmporteerd en zo'n driehonderd verouderde kanonnen uit hun opslag gehaald en opgelapt. Zo was het mogelijk om althans de kerndivisies van een normale sterkte aan artillerie te voorzien en de territoriale divisies van een minimum aan veldartillerie. Langzamer ging het met de antitankcapiciteit. Tot en met september werden zo'n vijfhonderd tweeponders geleverd. Die werden aangevuld met de zeshonderd stuks Amerikaans 75 mm-veldgeschut dat ook tegen tanks effectief was.
Ook het aantal Britse tanks was snel gegroeid, gebruikmakend van de voor de offensieven van 1941 en 1942 geplande toeneming van de productiecapaciteit. Die was ongeveer even groot als de Duitse. Vooral infanterietanks werden gemaakt, die beter gepantserd waren dan de Duitse tanks. In augustus voelde men zich zelfs zo zeker dat een gedeelte van de tankvloot naar Egypte werd verscheept, voor gebruik tegen de Italianen in Lybië. De volgende tabel toont de bestanden.
| Datum             | Lichte tanks | Cavalerietanks | Infanterietanks | Totaal |
| ----------------- | ------------ | -------------- | --------------- | ------ |
| 10 juni 1940      | 292          | 0              | 74              | 366    |
| 1 juli 1940       | 265          | 118            | 119             | 502    |
| 4 augustus 1940   | 336          | 173            | 189             | 698    |
| (naar Egypte)     | (−52)        | (−52)          | (−50)           | -154   |
| 27 augustus 1940  | 295          | 138            | 185             | 618    |
| 15 september 1940 | 306          | 154            | 224             | 684    |

Veel slechter ging het met de motorisering. Slechts een negenduizend vrachtwagens werd per maand gefabriceerd, net genoeg om drie divisies uit te rusten. In juni, juli en augustus riep men 324 000 dienstplichtigen op, onder andere om de reguliere divisies op sterkte te brengen. Er was echter nauwelijks capaciteit om deze rekruten te trainen. Er werden 122 Home Service of Holding bataljons mee opgericht die een statische verdediging moesten voeren om een invasie te vertragen. Training van verse troepen bestond uit weinig meer dan exercitie, marcheren, schietoefeningen en het uit het hoofd leren van verouderde instructieboekjes.

### Britse strategie
Het Britse verdedigingsplan weerspiegelde de inschatting van de Duitse mogelijkheden en intenties. Eind mei voorspelde de militaire inlichtingendienst dat de Wehrmacht meteen zou proberen Engeland binnen te vallen, nog voor men Frankrijk definitief zou verslaan. Generaal Edmund Ironside, commandant van de Home Forces, improviseerde een noodplan om de luchtlandingen en vijfdekolonneactiviteiten af te weren die hij elk moment verwachtte. Zo'n heel vroege inval bleef uit maar tegen het einde van juni meende de inlichtingendienst duidelijke aanwijzingen te hebben dat de invasie op 15 juli zou plaatsvinden. Er gebeurde echter niets en Churchill was hierna geneigd om aan te nemen dat SMITH zoals het codewoord voor de Duitse operatie luidde — pas veel later leerde men dat die Seelöwe heette – slechts bluf was. Dat leidde tot het zenden van schaarse tanks naar Egypte en het inzetten van een belangrijk deel van de Home Fleet voor Operatie Menace, de mislukte poging om de Franse basis van Dakar te nemen.
Een fundamenteel probleem voor de Britten was dat men geen serieus inlichtingennetwerk in Duitsland opgebouwd had. Er waren geen contacten in de Duitse operationele staven die de informatie hadden kunnen doorspelen. Weliswaar was met Poolse hulp een begin gemaakt met het kraken van de Duitse encryptiemachines van het Enigmatype maar juist de codes van de Kriegsmarine waren in de zomer van 1940 nog niet gebroken zodat de verworven kennis van beperkt nut was. De meeste informatie kwam nog van Poolse soldaten die in Frankrijk waren achtergebleven. Wel van uitstekende kwaliteit was de fotoverkenning door met camera's uitgeruste Spitfires. Gedurende augustus lieten die de enorme opbouw van omgebouwde aken zien in de havens van Frankrijk, België en Nederland. Tegen het eind van die maand overtuigde dit ook Churchill ervan dat er een reële invasiedreiging was.
Dit betekende nog niet dat er een goed beeld bestond van de locatie en aard van die invasie. Lang bleef men uitgaan van een hoofdlanding op de oostkust. Die zou de Duitsers namelijk veel voordelen bieden. Voor een tocht over de Noordzee kon men in relatieve rust en verborgenheid een vloot opbouwen in de Duitse Bocht. Die kon dan vele schijnbewegingen maken in de hoop over het brede water de Britse slagvloot te ontlopen om uiteindelijk op een verrassende locatie uit te komen. Landen op de Britse oostkust met zijn vaak brede stranden en glooiende kust bood betere vooruitzichten dan de steile kalkkliffen van de zuidkust. Het zou ook veel eenvoudiger zijn naar het binnenland uit te breken als men zich niet meteen al in een hoek vastzette zoals bij een landing in het zuidoosten het geval zou zijn. In het oosten lagen daarbij vele uitstekende havens met een afdoende vervoerscapaciteit. East Anglia zou wel eens het hoofddoel kunnen zijn. Dat was snel te bereiken vanuit Nederland wat weer een verklaring bood voor de vele aken in Amsterdam, Rotterdam en Antwerpen, veel betere havens dan de Franse aan de zuidkust van het Kanaal. Na de val van Anglia was Londen niet meer te verdedigen. Daarom werd de grootste concentratie van torpedobootjagers, eenentwintig, in de bases aan het estuarium van de Theems geconcentreerd, samen met vier lichte kruisers, terwijl in het Kanaal maar zestien destroyers gereed lagen. Het smaldeel slagschepen in Rosyth moest de invasievloot onderscheppen; verder vreesde men een nevenlanding in Schotland.

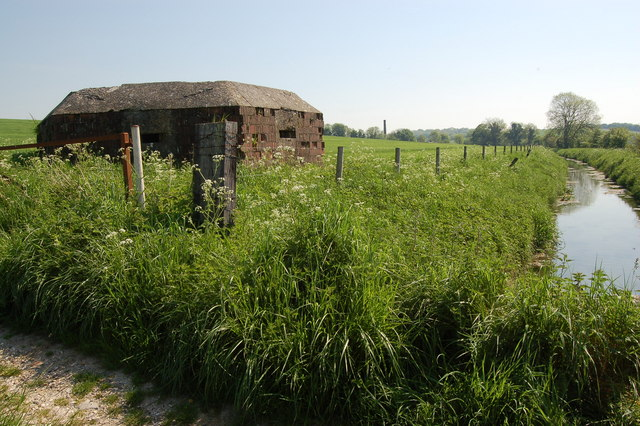
Een kazemat aan de GHQ-lijn

Niet alleen de Royal Navy richtte zich op de oostkust, ook het leger concentreerde daar in eerste instantie de meeste divisies, zowel direct aan de kust als in het binnenland in de vorm van een strategische reserve bestaande uit zes infanteriedivisies, twee pantserdivisies en twee zware pantserbrigades. Begin september begon het besef door te dringen dat er een aanval, zo al geen hoofdaanval, op de zuidkust zou plaatsvinden. De strategische reserve werd zo gehergroepeerd dat ze eenvoudiger in het zuiden kon ingrijpen. Ze werd in tweeën gedeeld in een noordelijk korps voor East Anglia en een zuidelijk korps bij Londen. Dit laatste had de grootste slagkracht omdat het de 1st Armoured Division omvatte met de meeste cruiser tanks en de twee pantserbrigades waarin de tweehonderd Matilda II-tanks waren geconcentreerd. Er vond echter geen concentratie van divisies direct aan de zuidkust plaats. In het hele zuidoosten lagen maar drie infanteriedivisies. De kust bleef zo maar zwak bezet. In het gebied van de vier Duitse geplande landingszones bevond zich alleen de 45th Infantry Division. Ook die had haar belangrijkste eenheden wat dieper in het binnenland liggen zodat slechts een beperkt aantal voorposten landingsstranden met direct vuur kon bestrijken. Dat verhoogde de kans op geslaagde landingen aanzienlijk en vormde een van de meest fundamentele zwakheden in de Britse strategie. Wat verder in het binnenland begon men een weerstandslijn aan te leggen, de GHQ (General Headquarters)-lijn, verankerd op heuvelruggen en kanalen, die de invasiemacht een zekere tijd moest vertragen totdat de strategische reserve de landingszone kon afgrendelen. Die lijn zou in 1941 verder worden uitgebouwd maar was in de zomer van 1940 zeer zwak, zonder mijnenvelden en met slechts een klein aantal kazematten. In Kent lag nog een speciale reserve bestaande uit het 8th Royal Tank Regiment met 57 tanks en twee Nieuw-Zeelandse brigades.
Overigens waren de Duitsers zich hiervan in het geheel niet bewust. Ze hadden geen functionerend inlichtingennetwerk in Engeland. Voor de oorlog had men nagelaten onder de toch vrij talrijke Britse fascisten en nazisympathisanten spionnen te rekruteren. Na het uitbreken van de vijandelijkheden improviseerde men door Duitse criminelen en Deense en Nederlandse nazi's na een minimale opleiding met een zendradio in Engeland te droppen. Zij werden allen snel opgepakt en uiteindelijk geëxecuteerd zonder dat ze enige informatie van belang hadden kunnen doorgeven. Nagelaten werd het Britse Typex-codesysteem te kraken. Voor de oorlog had men wel gedetailleerde luchtfoto's gemaakt van de Britse eilanden maar er was in de zomer van 1940 geen continue luchtverkenning van het verhoopte landingsgebied. De B-Dienst van de Kriegsmarine was er in geslaagd de Britse marinecodes te breken maar die werden op 20 augustus 1940 omgegooid zodat dit enorme voordeel net een maand voor de geplande landing wegviel. De inlichtingendienst van het Heer was uitgesproken amateuristisch. Men had geen idee van de sterkte en positie van de Britse eenheden. Begin september werd het aantal gevechtsklare Britse divisies op vijfentwintig geschat terwijl het er in feite maar dertien waren.

### Britse voorzorgsmaatregelen

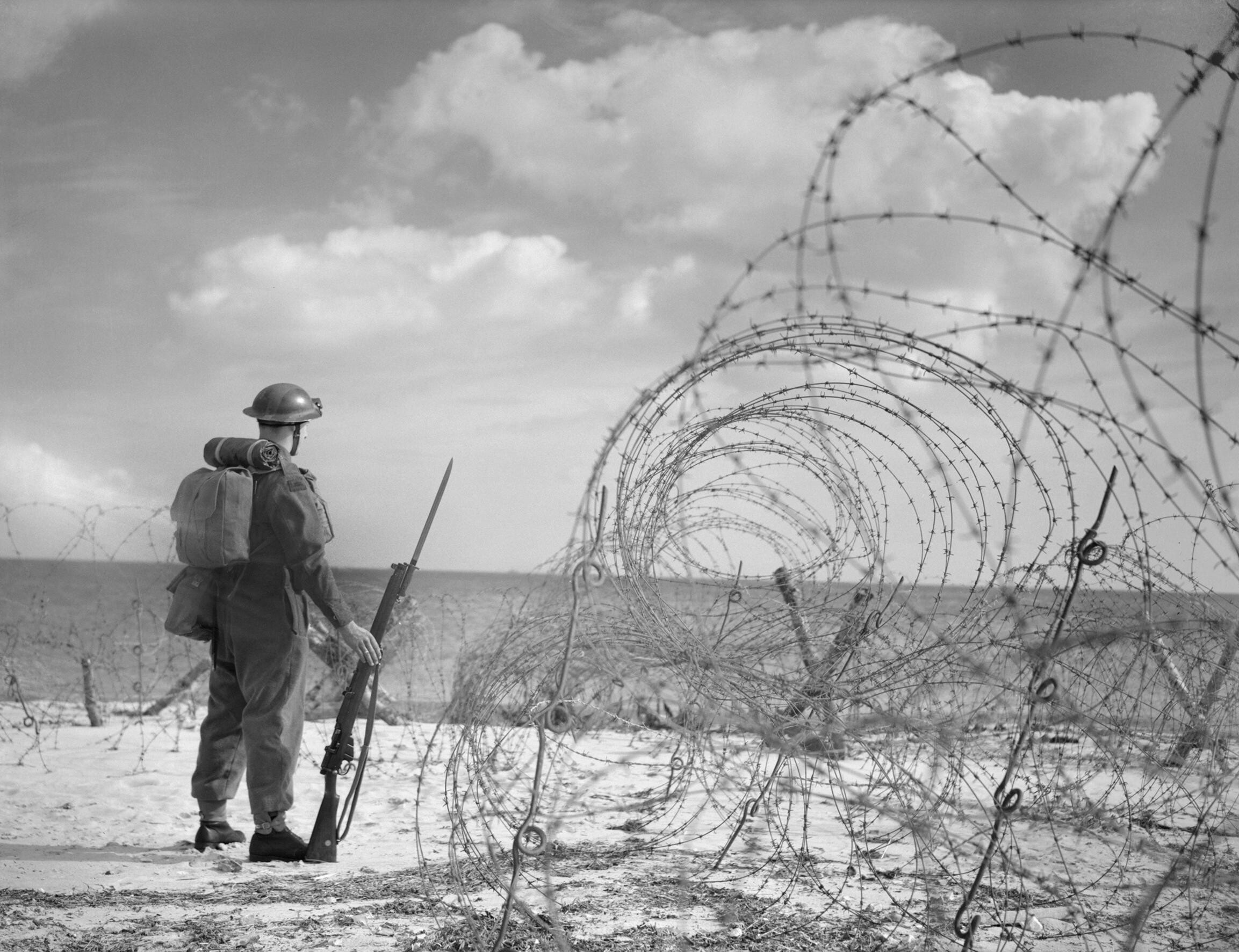
Prikkeldraad vormde op de meeste plaatsen de hele verdediging.

De Britten profiteerden in de zomer van 1940 van de al in 1939 geplande vergroting van hun militaire productie en strijdkrachten. Vooral de vliegtuigproductie maakte juist in juli een welkome sprong voorwaarts. Ze trachtten zo veel mogelijk piloten op te leiden om hun verliezen te compenseren. Kwantitatief lukte dat maar kwalitatief niet: eind september was de gemiddelde vaardigheid van hun piloten flink afgenomen. Uitgeweken ervaren Poolse piloten waren daarom een betekenisvolle versterking en zelfs vrijwilligers uit de Verenigde Staten. Een nog belangrijkere steun leverden de vliegeropleidingen in Canada an Australië. Zuidoost-Engeland was in de jaren ervoor overdekt met een netwerk van vliegvelden en radarstations. Radar was een belangrijk Brits voordeel: de Britten hadden al een redelijk goed functionerend radarsysteem (de Duitsers hadden niets vergelijkbaars en zaten op dit gebied nog in de experimentele fase). 
Voorbereidingen tijdens de vijfde colonne-paniek van mei 1940 waren eerder komisch of tragisch dan effectief. Wegwijzers werden op bevel van de overheid onleesbaar gemaakt of omgedraaid en overal richtte men controleposten in. Aangezien er nauwelijks spionnen of verraders waren, leidde dit slechts tot talloze arrestaties van onschuldige verdachten, waaronder buitenlandse militairen waarvan men het uniform niet kende. Pijnlijk was de preventieve en volledig onnodige internering van gevluchte Duitse Joden op het eiland Man. In het geval van een echte invasie wilde men vooral voorkomen dat de bevolking op de vlucht zou slaan: het Stay Put-beleid. Bij voorbaat werd een verzetsbeweging opgericht met een geheime organisatie en verborgen wapenopslagplaatsen teneinde een toekomstige Duitse bezetter het zo lastig mogelijk te maken. 
Men probeerde ook de kustlijn in staat van verdediging te brengen. Juist het geplande landingsgebied leende zich daar goed voor door de hoge kliffen en beperkte toegangspunten. De maatregelen werden daar echter niet geconcentreerd maar vooral langs de oostkust verspreid. Veel stukken zuidkust waren niet van enige extra versterking voorzien. Vaak lagen er alleen wat rollen prikkeldraad op het strand. Op bepaalde punten werd daar ook Admiralty scaffolding neergelegd, stellages die een hindernis konden vormen maar snel door de Duitse genie zouden kunnen worden geruimd. Langs enkele toegangswegen was men begonnen kazematten aan te leggen maar die waren meestal nog niet voltooid. Ze waren daarbij van het "Type 23", bestaande uit gemetselde stenen, en konden dus geen artillerievuur of pantsergranaten weerstaan. Op een zestigtal plaatsen langs de kust werden geschutsopstellingen gebouwd met daarin een enkele 152 mm-houwitser. Deze wapens hadden geen radar, slechts een effectief bereik van vijf kilometer en werden alleen beschermd door een kanonschild zodat ze kwetsbaar waren voor tegenvuur. Soms werden oude fortificaties uit vroeger eeuwen weer in gebruik genomen. Een effectieve verdediging zouden dichte mijnenvelden kunnen zijn. Het Britse leger had een beperkt aantal antitankmijnen. Mijnen tegen infanterie waren echter in 1939 niet in massaproductie genomen omdat men Belgische en Franse stellingen wilde gebruiken. De Royal Navy stelde zeventigduizend zeemijnen beschikbaar. Die werden weer voornamelijk aan de oostkust gelegd. Maar een paar stranden op de zuidkust werden ermee beschermd. 
Chamberlain en Hitler hadden bij het uitbreken van de oorlog via Zwitserse diplomatieke kanalen een geheime overeenkomst gesloten niet als eerste strijdgassen te zullen inzetten. Voor alle zekerheid begonnen de Britten grote voorraden mosterdgas aan te leggen. Churchill besloot in juli 1940 landingsstranden ermee te gaan bestoken, waarvan een vernietigende werking verwacht werd op de eerste Duitse aanvalsgolf. In werkelijkheid zou die uitgebleven zijn. De zwakke Britse artillerie beschikte maar over een beperkt aantal gasgranaten. Het gas zou ook door de overheersend zuidelijke winden de Britse posities ingeblazen zijn. De Duitse troepen waren standaard met gasmaskers uitgerust en zelfs in de vorige loopgravenoorlog werd steeds maar een klein percentage door een gasaanval uitgeschakeld. De werking van mosterdgas op het lichaam doet zich ook maar na vele uren voelen, zodat een landing maar in geringe mate verstoord zou zijn, tenzij er paniek uitbrak.

### Uitstel
In eerste instantie wilde Hitler Engeland al op 5 juli 1940 aanvallen, maar omdat de Royal Air Force nog niet uitgeschakeld was, werd die datum keer op keer verschoven. Het plan van 30 augustus om op 15 september te landen, moest bijna onmiddellijk worden aangepast omdat de marine een extra week nodig had om de mijnenvelden te leggen. Daarbij wilde men minstens tien dagen waarschuwing vooraf. Op 3 september beval het OKW om S-Tag op 21 september te laten vallen. Op 17 september werd dat weer uitgesteld. Uiteindelijk, in mei 1941, werden alle serieuze voorbereidingen voor een invasie beëindigd. Hitler had zijn oog inmiddels op de Sovjet-Unie laten vallen.

## De Slag om Engeland

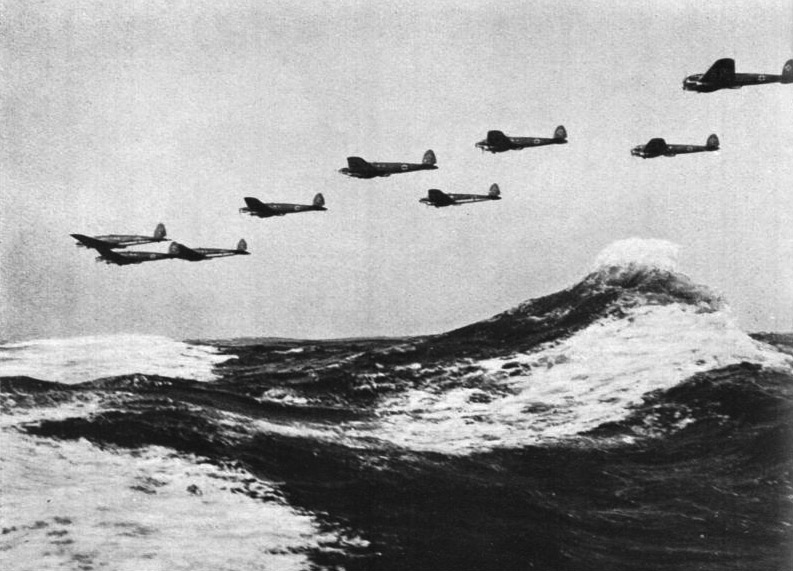
Heinkel He-111-bommenwerpers boven het Kanaal

Hitler zag de luchtcampagne als een zelfstandig middel om het VK op de knieën te dwingen, waaraan hij meer belang hechtte dan een invasie over zee. Voor het doorgaan van een landing werd een luchtoverwicht wel als absolute voorwaarde gezien. In de aanloop naar Seelöwe wachtte men ongeduldig op de ineenstorting van de RAF. Of daarvan sprake was, moest de inlichtingendienst van de Luftwaffe onder Joseph Schmid bepalen. Deze generaal was echter een onbekwame amateur die alleen aan een verleden als nazi van het eerste uur zijn positie te danken had en geneigd was zijn rapporten een politiek wenselijke inhoud te geven. In augustus overschatte hij de Britse verliezen in de luchtoorlog drievoudig. Tegelijkertijd onderschatte hij hun vliegtuigproductie met 40%. Zowel midden augustus als eind september gaf hij aan dat de Britten door hun vliegtuigen heen waren, zodat hun onverminderde weerstand als een grote teleurstelling kwam. Een afluisterpost te Wisant onderschepte het radioverkeer van het centrale RAF-commandocentrum in Kent maar met hun analyse van de Britse operationele structuur deed "Beppo" Schmid niets.
Het krachtigste onderdeel van de Luftwaffe was de vloot aan bommenwerpers die mei 1940 ruim tweeduizend toestellen telde, de grootste ter wereld. Tijdens de strijd in de Lage Landen en Frankrijk ging daarvan echter een derde verloren. Het koste twee maanden om de eenheden weer op sterkte te brengen. Zo'n tweeduizend bemanningsleden waren dood of zwaargewond, een blijvende verzwakking van de gevechtskracht. De Duitsers hadden alleen tactische bommenwerpers, geschikt om de grondtroepen te ondersteunen. Ze hadden hun beperkingen voor een strategische campagne. Hun vliegbereik was weliswaar redelijk maar ze konden maar een geringe bommenlast dragen. Die bommen waren daarbij van matige kwaliteit, voldoende om vijandelijke troepen te intimideren maar zonder de explosieve kracht om omvangrijke bouwwerken of installaties met een paar treffers uit te schakelen. Verder was het operationeel een rommeltje. Er was een klein aantal doelen waarvan de uitschakeling de Britse verdediging ernstig zou verzwakken: de radarinstallaties, de haven van Liverpool waardoor het merendeel van de 17 miljoen ton voedsel per jaar het land binnenkwam en de vliegtuigindustrie. In plaats van zich op een daarvan te concentreren, viel men talloze interessante doelen een paar keer aan om daarna de aandacht weer te verleggen.
De bommenwerpers hadden nog een probleem: ze waren wat traag en hadden geen effectieve bewapening aan machinegeweren om zich te verdedigen. Ze hadden een jagerescorte nodig om de verliezen niet te hoog te laten oplopen. Dat dwong de piloten van de Jagdwaffe langzaam te vliegen en passief aanvallen van de RAF af te wachten, terwijl ze in vrije luchtgevechten meestal de meerdere waren. De Messerschmitt Bf 109 was een uitstekende onderscheppingsjager maar miste in 1940 het vliegbereik om bommenwerpers over grotere afstand te beschermen. De gespecialiseerde escortjager, de tweemotorige Messerschmitt Bf 110, bleek, tegen de voorspelling van Schmid in, zich in luchtgevechten niet te kunnen handhaven.
Op 10 juli 1940 begon de Luftwaffe de RAF te provoceren met aanvallen op de scheepvaart in het Kanaal. Toen de Britten het Kanaal voor scheepvaart sloten, kozen zij een ander doel. Op 27 juli werden torpedojagers te Dover aangevallen, maar wederom verplaatsen de Britten het doel. Dit kat- en muisspelletje ging door tot Raeder en Göring er genoeg van kregen.
Vanaf 12 augustus begon de Luftwaffe radarstations en vliegvelden aan te vallen. De RAF verdedigde deze en wist de Duitsers enorme verliezen toe te brengen, terwijl het radarnet intact bleef. Zelf leden de Engelsen echter ook verliezen, die zelfs de Duitse verliezen benaderden. Deze pyrrusoverwinningen brachten de RAF aan de rand van de afgrond. Niet zozeer een gebrek aan vliegtuigen, maar een gebrek aan piloten begon de beperkende factor te worden. De opleidingsscholen konden begin september maar de helft leveren van het aantal dat was uitgevallen door oververmoeidheid of was gesneuveld.
Op 25 augustus 1940 voerde de RAF een bombardementsvlucht uit op Berlijn die weinig schade aanrichtte. Deze actie diende de Duitse aandacht te verleggen van het militair kwetsbare zuiden naar Londen. Die opzet slaagde. Göring, die had verzekerd dat geen bom op Duitsland zou vallen, leed gezichtsverlies en werd door een woedende Hitler op het matje geroepen; de Britten moesten worden gestraft voor deze brutaliteit. De Britse vliegvelden waren nu niet meer het eerste doel, in plaats daarvan zouden de steden nu worden aangevallen. De Britten kregen opeens de tijd om hun militaire vliegvelden te herstellen en om meer piloten op te leiden. Grote vloten bommenwerpers begonnen vanaf 7 september Londen en andere steden als Birmingham, Liverpool, Manchester en Coventry te bombarderen. De Luftwaffe hoopte hiermee de Britten bovendien zodanig te terroriseren dat ze om vrede zouden smeken. De Britten smeekten echter helemaal niet om vrede, maar herstelden hun RAF, die de Duitsers steeds grotere verliezen toebracht. De invasievloot werd gebombardeerd. Op 17 september moesten Hitler, Göring en Raeder Operatie Seelöwe voor onbepaalde tijd uitstellen. Weliswaar werd Londen nog weken gebombardeerd, maar de Duitse belangstelling verlegde zich uiteindelijk naar Rusland.

## Gevolgen

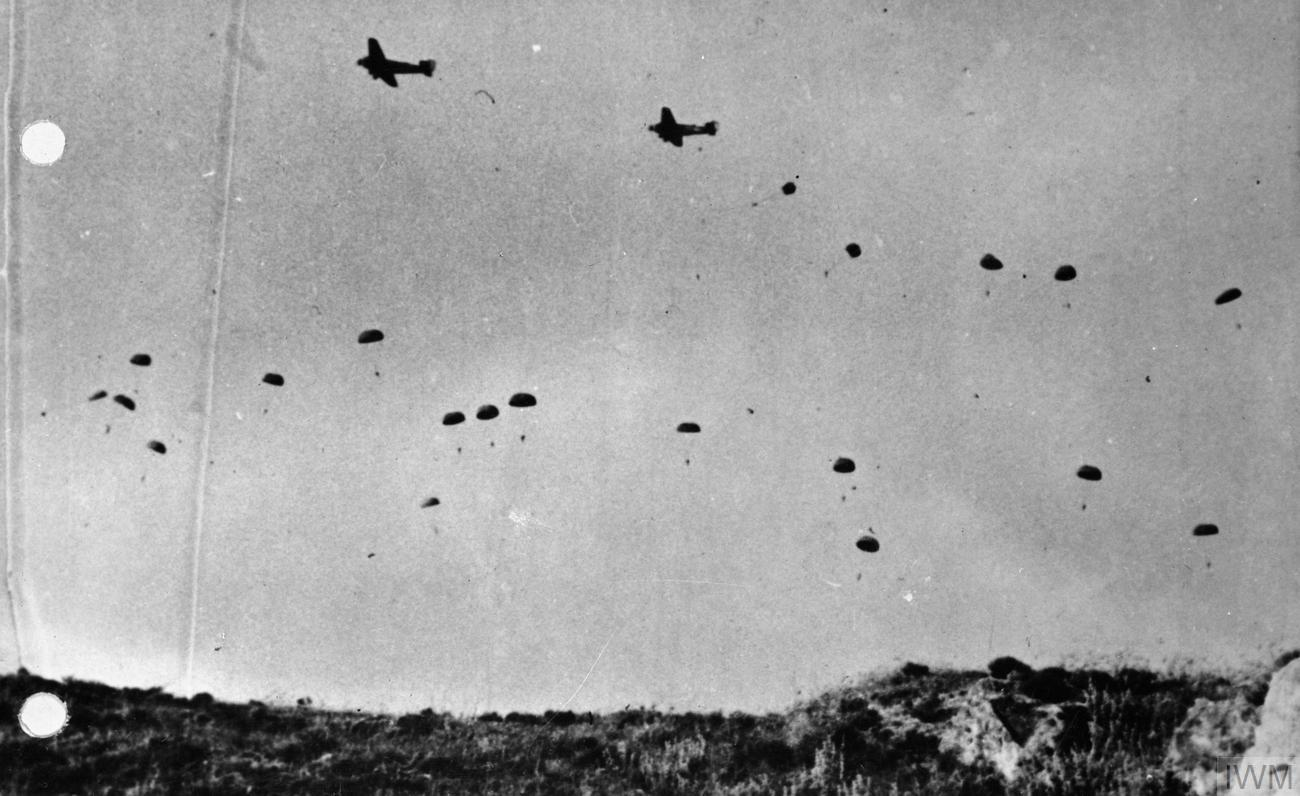
Duitse parachutisten springen uit Junkers Ju-52 boven Kreta.

De Duitsers bleven Groot-Brittannië bombarderen, maar durfden dit alleen nog maar 's nachts, en vanaf grote hoogte. De RAF bleef de bommenwerpers, samen met het luchtafweergeschut, grote schade toebrengen. De Luftwaffe begon brandbommen te gebruiken, maar het moreel van de Engelsen bleef overeind, terwijl de RAF aansterkte. Op 31 oktober 1940 erkende Göring zijn nederlaag en stopte met de pogingen de luchtheerschappij te verkrijgen, hoewel bombardementen op Engeland nog wel voorkwamen en doorgingen tot 1941. De Luftwaffe zou zich hier nooit meer geheel van herstellen.
Göring bleef aan, maar leed een gevoelig gezichtsverlies. Hoge legerleiders, zoals Raeder, bevolen nu de Perifere Strategie aan: het treffen van de Britten in hun steunpunten en koloniën. Operaties tegen Gibraltar, Malta, Kreta en Egypte zouden gevolgd worden door een penetratie in het Midden-Oosten, waar de Arabische bevolking hen goed gezind was. Eventueel kon in samenwerking met Japan India worden aangevallen. Hierdoor zou Stalin het benauwd krijgen wegens het risico van meerdere kanten aangevallen te worden, en zou Engeland zo geïsoleerd raken dat een nieuwe poging met een herstelde Luftwaffe kon slagen tegen het murw gebeukte land.
Drie factoren verhinderden dit echter:
- In november 1940 was Mussolini zijn oorlog in Griekenland begonnen, die hij echter dreigde te verliezen. Deze zaak eiste de primaire aandacht van Duitsland op, aangezien het zich niet kon permitteren de Balkan te verliezen.
- Daarnaast begonnen de Russische eisen steeds onredelijker te worden, terwijl stukken van Finland, de Baltische staten, en Oost-Moldavië door de Russen werden ingepikt.
- Ten derde was Hitlers primaire doel eigenlijk altijd al geweest om Lebensraum in het oosten te verwerven en niet om Engeland en West-Europa te bezetten.[1] Dat deed hij eerder om in de rug gedekt te zijn als hij zijn aandacht aan Rusland ging wijden.

Aangezien de Britten binnen afzienbare tijd niet tot overgave of vrede te dwingen waren, begon Hitler zijn geduld te verliezen en was bang dat de Russen te veel de tijd kregen om hun leger op peil te brengen. Hitler besloot daarom tot een directe aanval tegen Rusland in 1941, en liet Engeland voorlopig met rust. Hierdoor zouden echter vanuit Engeland duizenden luchtaanvallen tegen Duitsland volgen. Bovendien konden de geallieerden de zeeroute naar Moermansk blijven gebruiken om Stalin te bevoorraden met militair materieel. Dit hielp in aanzienlijke mate mee dat het Rode Leger kon doorvechten in 1941. Uiteindelijk zou Engeland als springplank dienen voor de invasie in Normandië.